# Рококо

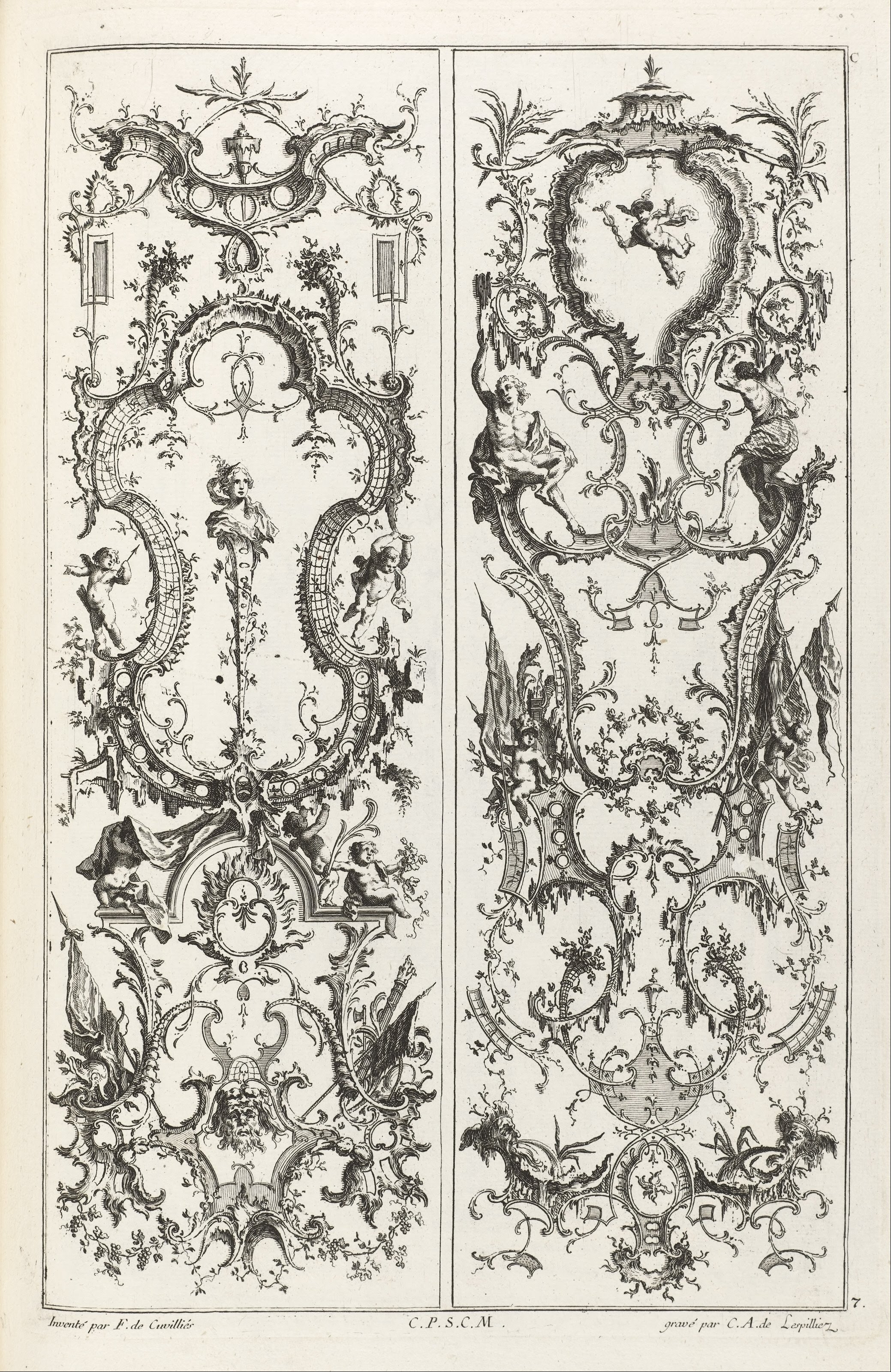
Две панели. Гравюра по рисунку Ж.-Ф. де Кювилье из «Книги орнаментов». 1738

Рококо́ (фр. rococo; ироничное переложение слова рокайль (rocaille) — «щебень, галька, каменные обломки» (уменьшительное от rос — «скала, камень»)) — наименование художественного стиля западноевропейского, главным образом французского, искусства второй четверти и середины XVIII века. Термин, вошедший в употребление в конце XVIII века, в период неоклассицизма, поэтому вначале его использовали с негативным оттенком в значении «вычурный, прихотливый, искажённый».

## История термина
В 1736 году французский ювелир, рисовальщик-орнаменталист и резчик по дереву Жан Мондон-сын опубликовал альбом гравированных рисунков под названием «Первая книга форм рокайль и картель» (Premier Livre: De forme Rocquaille et Cartel). Картель (фр. cartelle, от итал. cartoccio — «бумажный свёрток, кулёк», итал. carta — «бумага») — мотив, как и схожий с ним картуш, напоминающий полуразвёрнутый рулон бумаги с причудливо надорванными или загнутыми углами, однако он не похож на рокайль. В отличие от картушей, волют и ренессансных симметричных раковин морского гребешка, рокайль представляет собой не стилизацию, а абстрактный завиток в виде буквы «С», как правило, дополнительно усложнённый растительными завитками и побегами.
Архитектор французского неоклассицизма Ж.-Ф. Блондель Младший употреблял слово «rocaille» в 1770-х годах в негативном смысле для обозначения причудливых форм предшествующей его творчеству эпохи. Термин «рококо» в ироничном значении (добавив к слову «рокайль» двойное окончание наподобие «обезьянничанье») использовал Ж.-Ж. Руссо, когда высмеивал вкусы и нравы «эпохи маркиз».
Согласно Этьенну Делеклюзу, ироничный термин «рококо» был изобретён около 1797 года в насмешку Морисом Кэ, учеником Жака-Луи Давида и поборником классицизма, «доведённого до крайности», однако первоначально не выходил за пределы профессионального жаргона художников. С 1759 года в Германии встречается синоним термина «рокайль» — «Grillenwerk» («вычурная работа»). Термины «рокайль» и «рококо» (в обыденной речи их часто используют как синонимы) долгое время сохраняли уничижительное значение, прежде чем были приняты историками искусства примерно в середине XIX века, в период историзма художественного мышления.

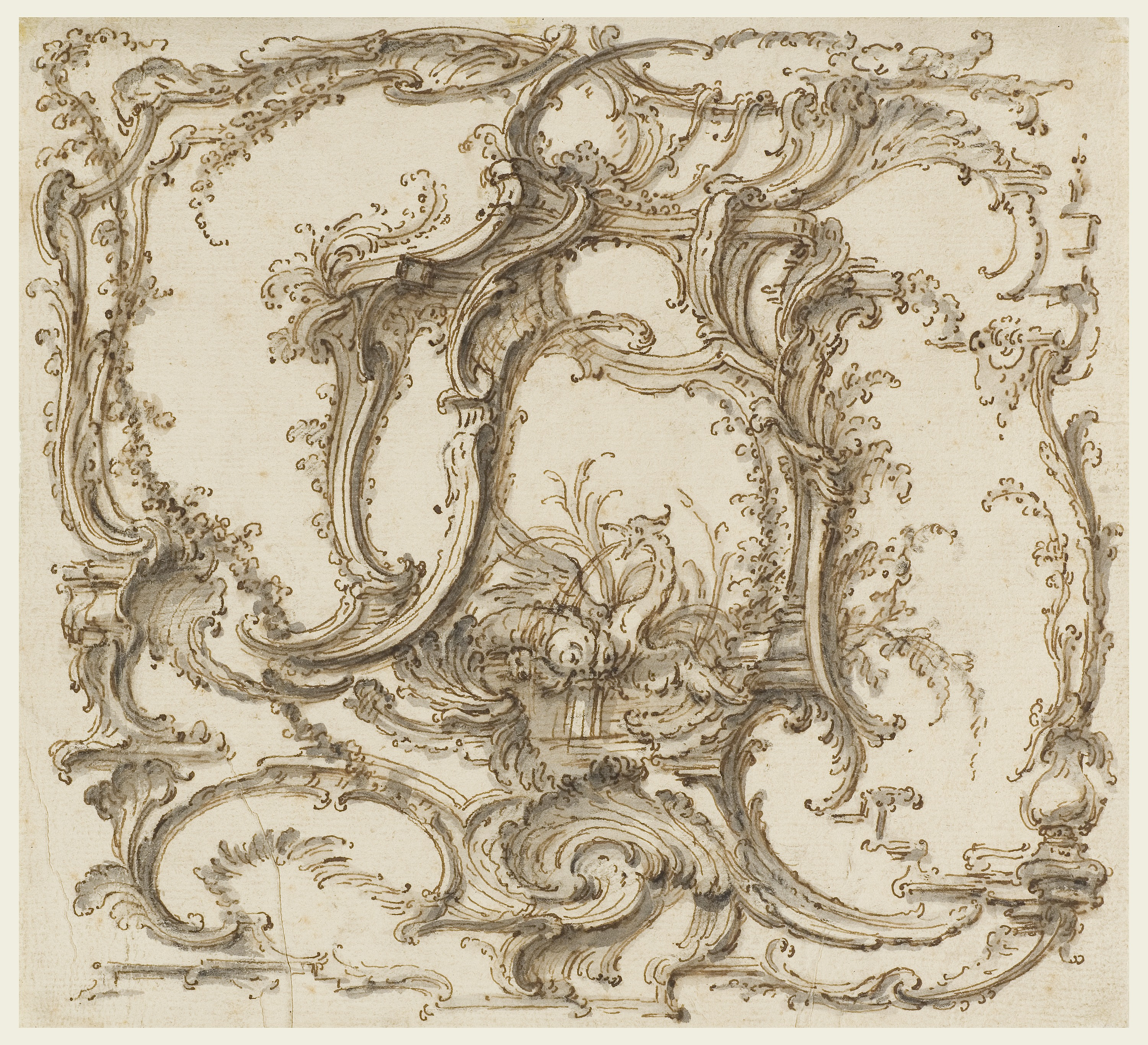
П.-Э. Бабель. Рокайльная фантазия. Ок. 1745. Бумага, тушь, перо, кисть. Смитсоновский музей дизайна Купер Хьюитт. Нью-Йорк, США
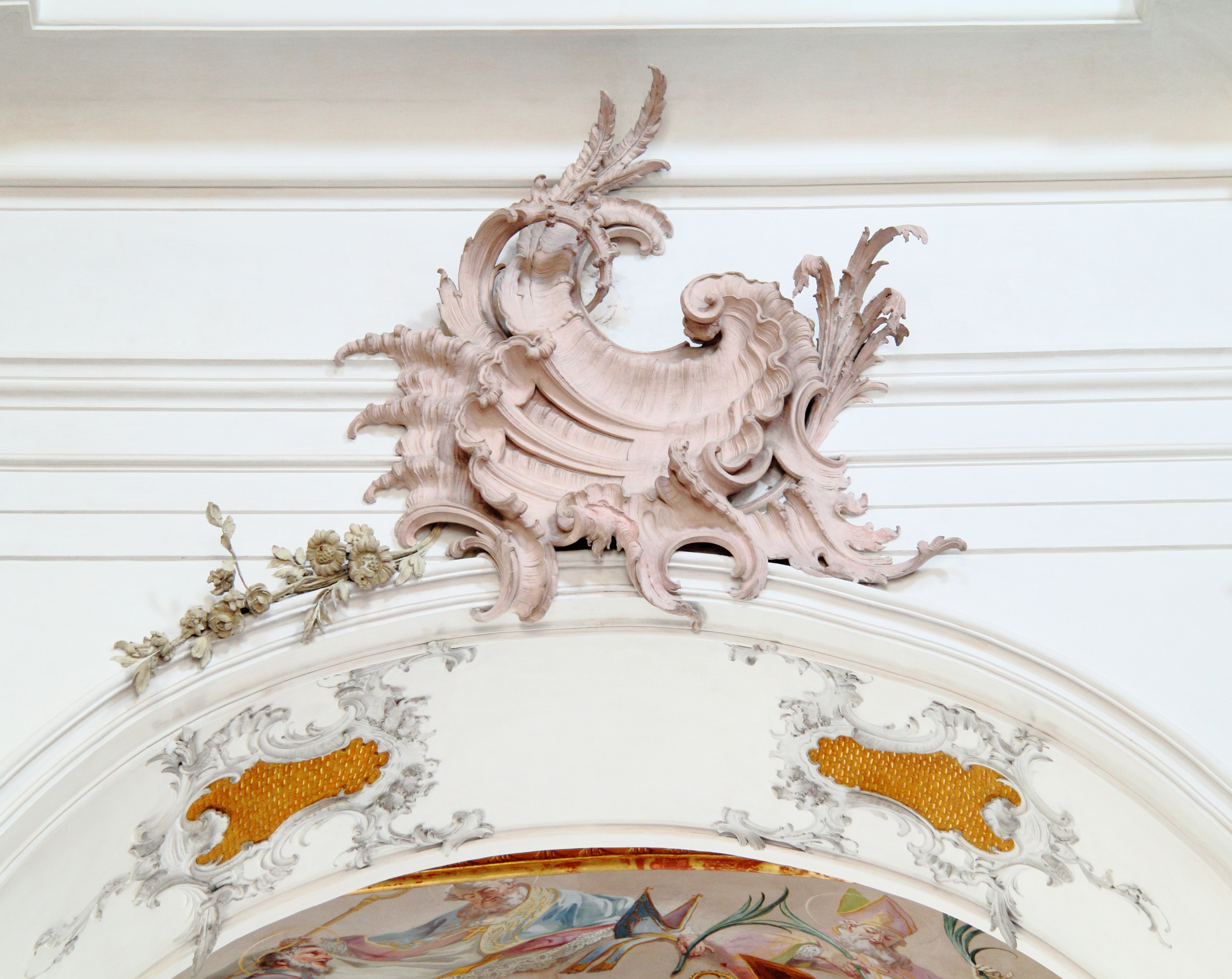
Рокайль Аббатской церкви Аморбах, Бавария
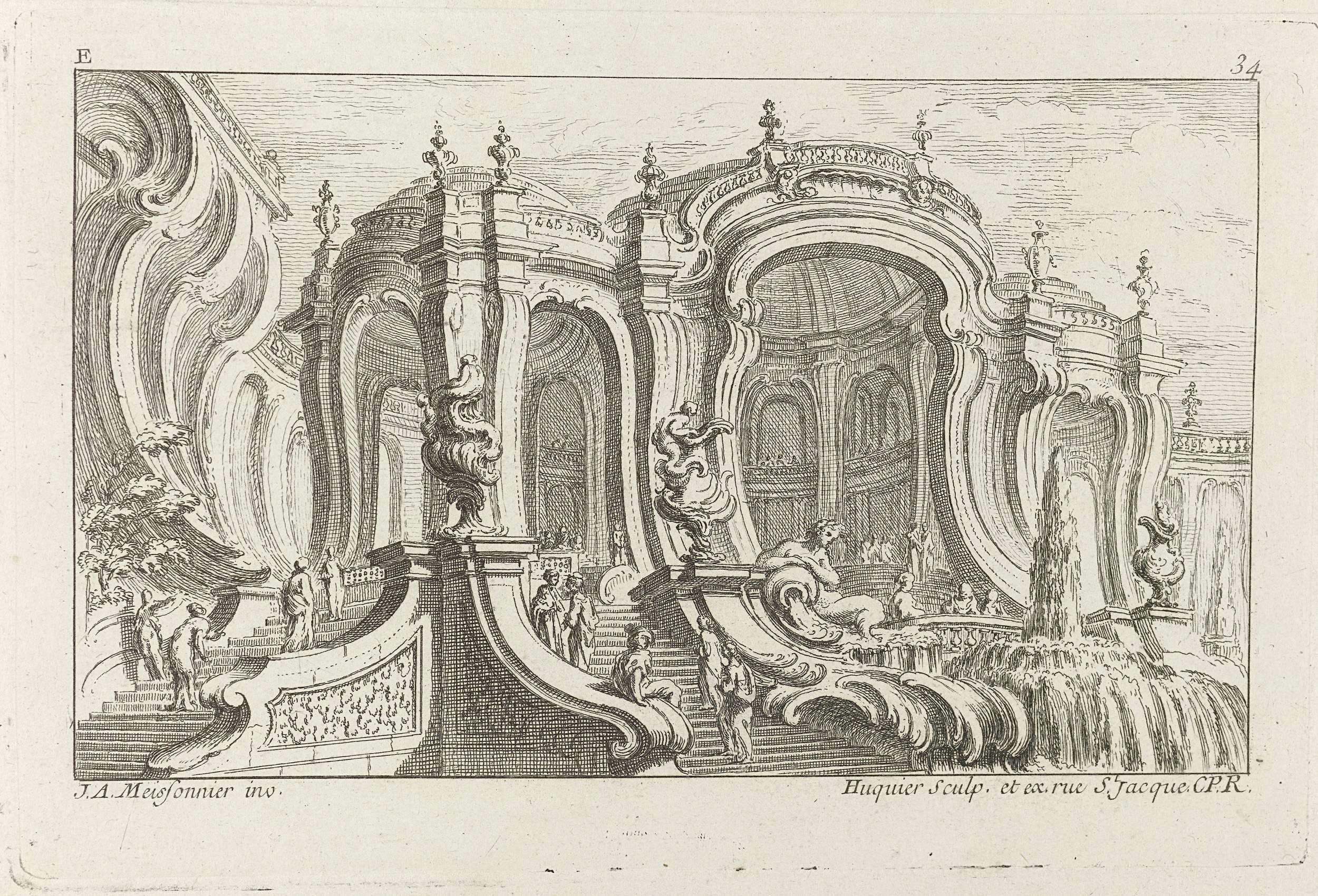
Фантазия. Гравюра Г. Юкье по рисунку Ж.-О. Мейссонье. 1747—1750
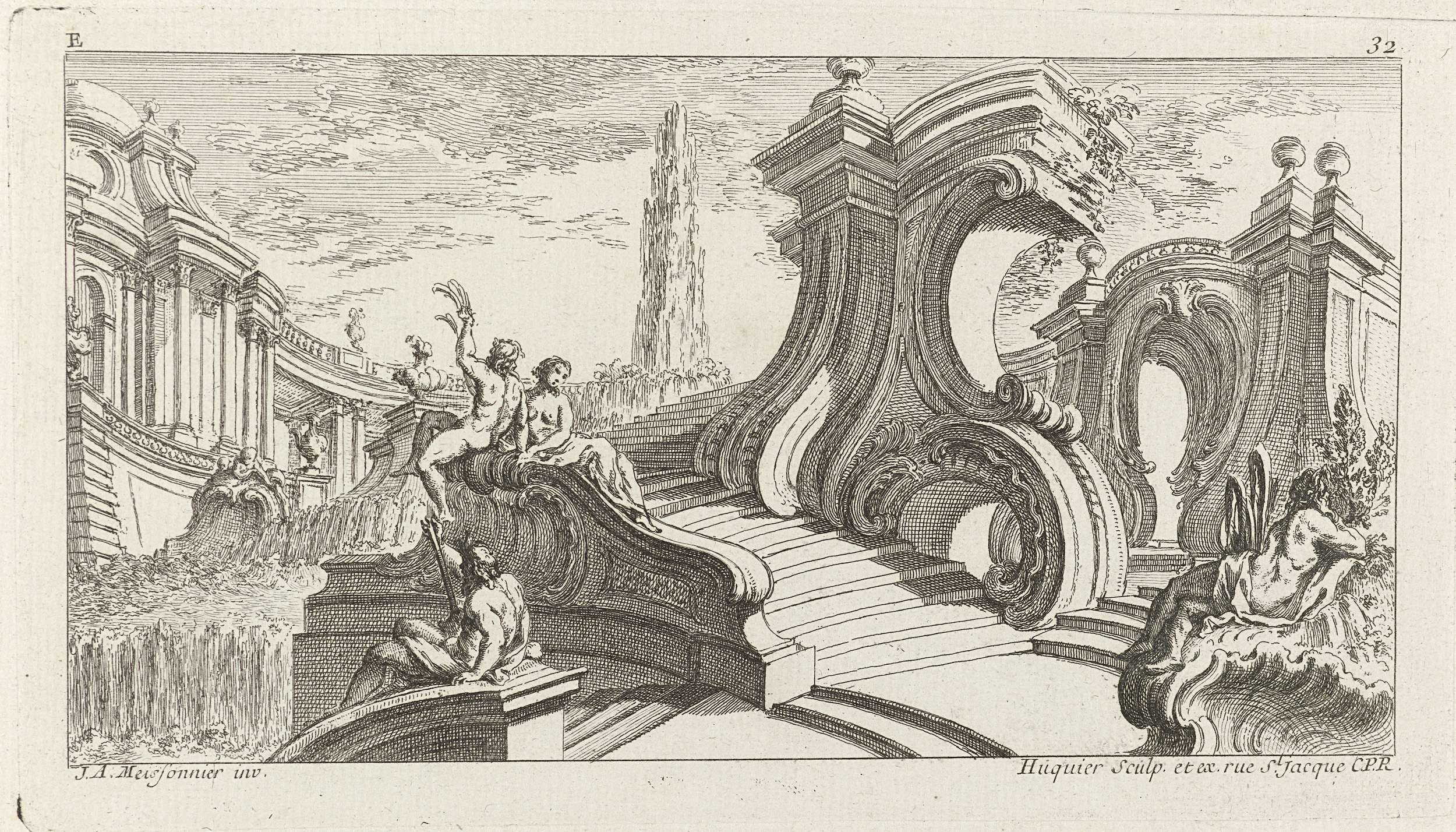
Причуда. Гравюра Г. Юкье по рисунку Ж.-О. Мейссонье. 1747—1750
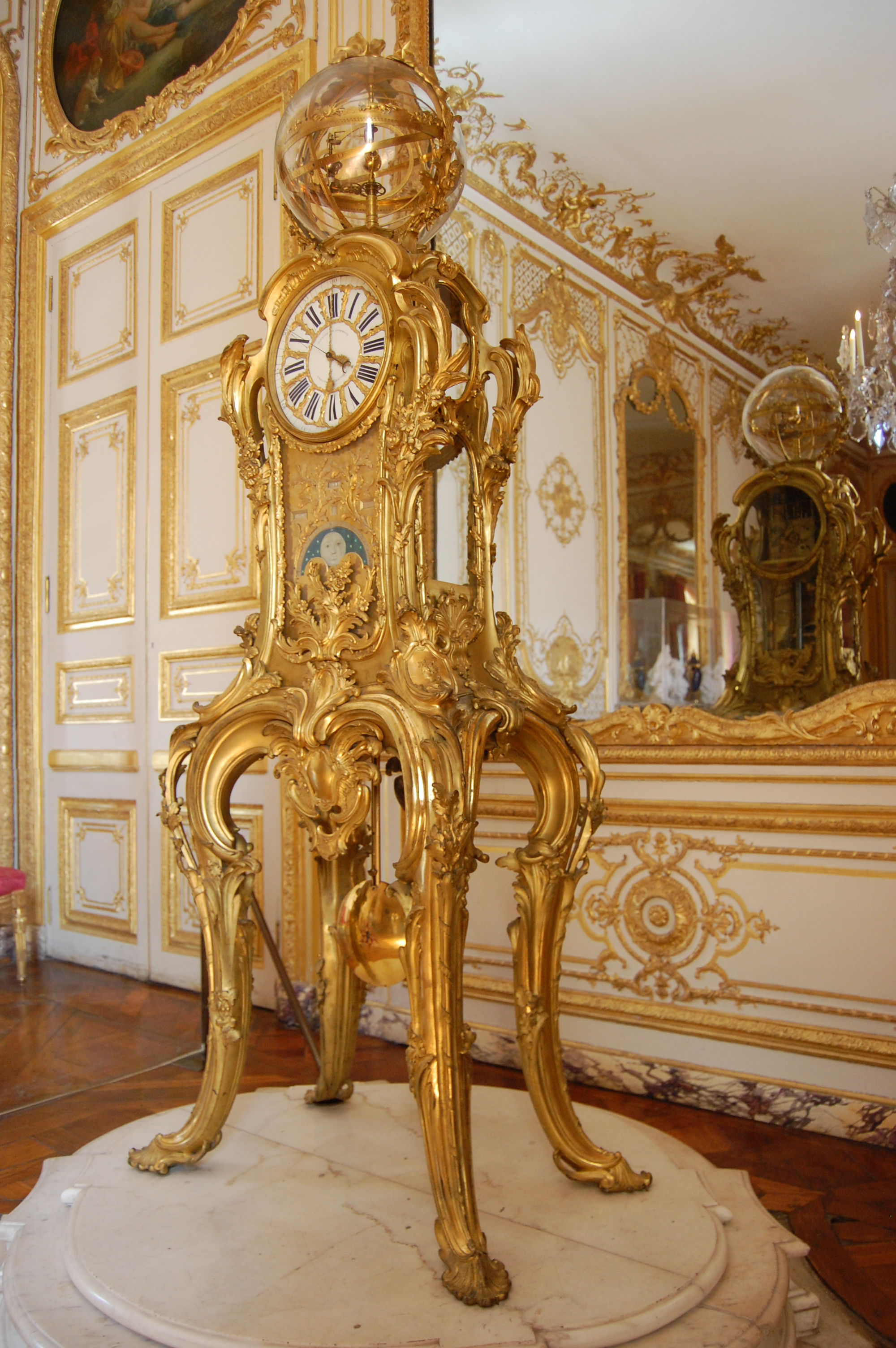
Картель (корпус) астрономических часов. 1754. Мастерская Ж. Каффиери. Версаль
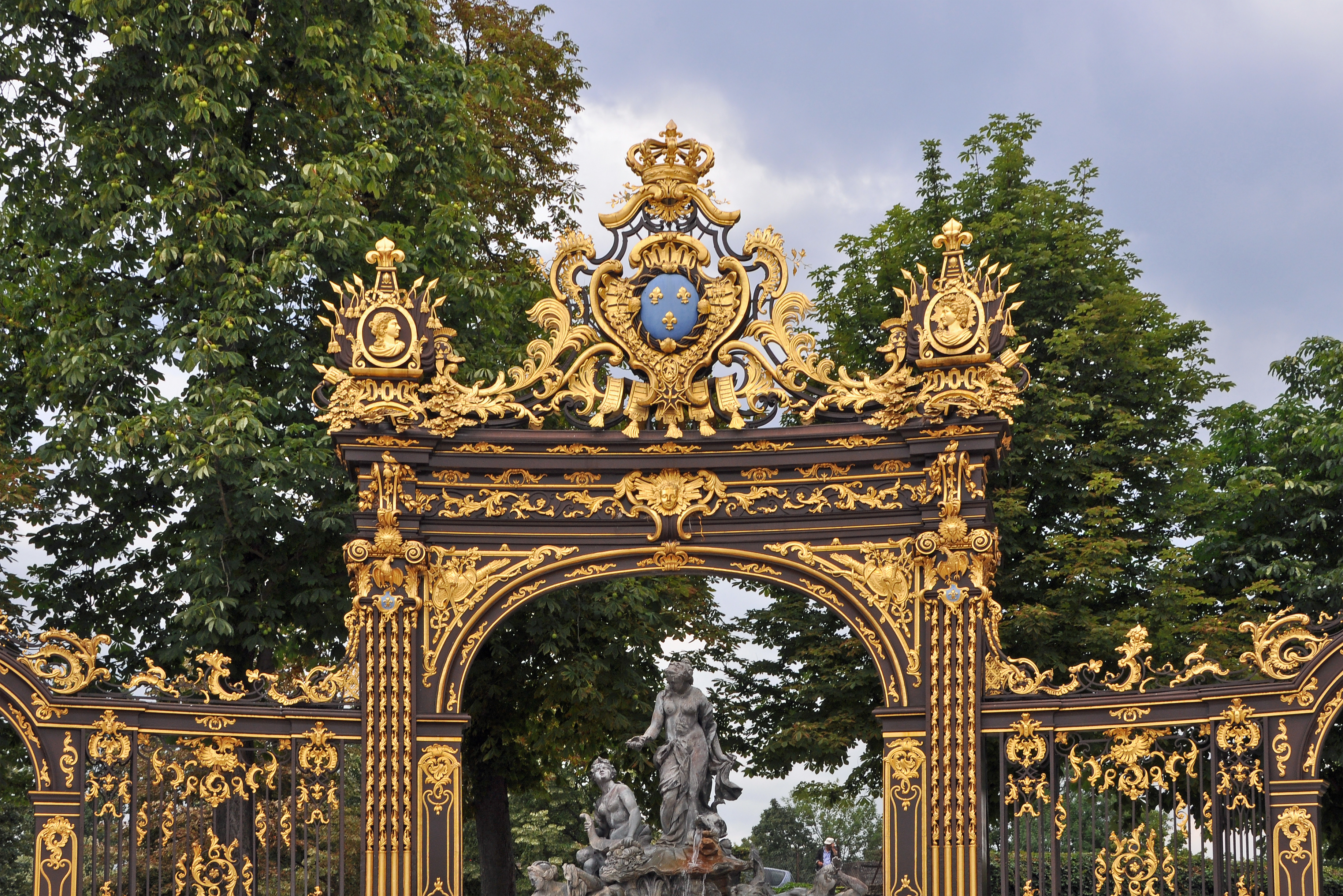
Садовая ограда Площади Станислава в Нанси, Франция. 1750–1758. Проект архитектора Ж. Ламура

## Определение стиля
В XIX веке стиль рококо неправомерно считали продолжением стиля барокко или даже «высшей стадией искусства барокко». Столь упрощённое понимание сохранялось и в отдельных публикациях XX века: «Вступая в фазу рококо, эмблематика [барокко] всё больше утрачивает самостоятельное значение, и становится частью общего декоративного убранства, наряду с нимфами, наядами, рогами изобилия, дельфинами и тритонами […] „Амуры божества любви“ превращаются в — putti — рококо».
Между тем, во Франции — на родине рококо — предыдущий стиль Людовика XIV (так называемый «большой стиль» второй половины XVII века) в своей основе был классицистическим с небольшим включением барочных элементов. В отличие от Италии, стиль барокко во Франции не получил значительного распространения. Рококо также следует отличать от переходного стиля Регентства периода Регентства, времени правления регента, герцога Филиппа Орлеанского (1715—1722).
Жермен Базен подчёркивал различия понятий «рокайль» (как разновидности орнамента) и «стиля рококо». Ссылаясь на французского историка и теоретика искусства Луи Откёра, он подчёркивал, что «стиль рококо происходил не только из определённой системы орнамента, но и из новой органической архитектурной концепции, которая выражалась в по-новому организованных плоскостях».
Во французской историографии орнамент рокайля и стиль рококо, а также стиль Регентства и стиль рококо рассматривают раздельно. Кроме того, отмечается и другое различие: под «стилем Людовика XV» понимают исключительно придворное искусство узкого круга аристократических заказчиков в Париже и Версале; термин «рококо» распространяют на более широкий круг произведений искусства, а также моды и стиля жизни, мироощущения и мирочувствования первой половины XVIII века, вплоть до распространения на другие страны Европы. Наиболее известным художником периода Регентства во Франции является Антуан Ватто, творчество которого служит прологом к стилю рококо.
В переходный период Регентства после роскоши «большого стиля» времени правления Людовика XIV, скончавшегося в 1715 году, искусство переместилось из дворцовых пространств Версаля в камерные салоны и гостиные парижской знати. Второй причиной камерности «стиля рокайля» является происхождение основного декоративного элемента от растительного завитка. Рококо — оригинальное французское изобретение, выпадающие из основной линии эволюции больших постренессансных архитектурных стилей: классицизм — барокко — неоклассицизм. Ещё одна особенность заключается в том, что даже в Париже стиль рококо формируется в 1740-х годах и далее развивается параллельно с нарождающимся неоклассицизмом позднего «стиля Людовика XV» и периодом правления Людовика XVI (1774—1792). В эпоху Просвещения отношение к нему было весьма критичное. Так, Д. Дидро называл этот стиль «временем испорченного вкуса».
Эстетика переходного периода отражена в письме от 7 апреля 1770 года французского мастера Жака Ретье Третьего, изготавливавшего для Екатерины II в 1770—1774 годах серебряный сервиз, позднее названный «Орловским» (сохранившиеся предметы хранятся в Государственном Эрмитаже). Это письмо отразило смену вкусов, происходившую в то время во Франции: «…поскольку Её Императорское Высочество желает, чтобы отказались от всех видов фигур и картелей, мы приложим все усилия, чтобы заменить их античными украшениями и следуя лучшему вкусу, согласно пожеланиям…» (цит. по документу из РГИА).
Несмотря на популярность новых «античных форм», вошедших в моду в конце 1750-х годов (это направление получило наименование «греческого вкуса»; предметы этого стиля часто неверно принимают за «позднее рококо»), стиль рококо сохранял свои позиции в придворном аристократическом искусстве вплоть до конца столетия. Во Франции период рококо иронично называли «временем Купидона и Венеры».
Вопреки отсутствию рациональности, причудливости и «каприччо», стиль рококо оставил много выдающихся памятников, которые прельщают своей оригинальностью и весёлой красотой, живо переносящими нас в эпоху румян и белил, мушек и пудреных париков (отсюда немецкие названия стиля: Perückenstil («стиль париков») и Цопфстиль (Zopfstil) — «стиль косички».

## Историко-региональные разновидности стиля рококо
- Южно-немецкое, или баварское, рококо
- Австрийское рококо, или «стиль Марии Терезии» (1740—1780)
- Фридерицианское, или прусское, рококо времени правления короля Фридриха II Великого (1740—1786).
- Елизаветинское рококо, или барочно-рокайльный стиль, времени правления в России императрицы Елизаветы Петровны (1741—1761), представленный творчеством Б. Ф. Растрелли и его школы
- Внутристилевые течения: шинуазри («китайщина») и сенжери («обезьянничанье»)

Кроме стилевых разновидностей и течений «первого рококо» XVIII века существует неорококо — один из неостилей в европейском искусстве периода историзма. В разных странах Западной Европы и в России этот неостиль имел различные наименования, идейные основы, иконографические источники и хронологические границы. Специалисты выделяют «второе», «третье» и «четвёртое» рококо. Во Франции второе рококо именовали «стилем реставрации», или «легитимистским» (законным) стилем, «стилем Карла Х» (1824—1830) и «стилем Луи-Филиппа» (1830—1848). В Англии это «ранний викторианский стиль». Третье рококо 1860—1880-х годов, более эклектичное, чем второе, с элементами шинуазри, иронично именовали «стилем Помпадур». Краткий период «четвёртого рококо» в Австрии, Германии и России пришёлся на период модерна (1890—1910-е годы).

## Архитектура рококо
В отличие от барочных картушей, волют, раскреповок антаблемента, завиток рокайля носит атектоничный и деструктивный характер. Отсюда слабая распространённость стиля рококо в архитектуре (за исключением интерьеров и последующих стилевых модификаций запоздалого барочно-рокайльного стиля середины XVIII века в искусстве Баварии, Саксонии и России в лице Б. Ф. Растрелли).
В барочных завитках-волютах идеально выражены конструктивное усилие, динамика и напряжение форм. Атектоничность рокайля объясняет почему, в отличие от волют и консолей, этот элемент не встречается в архитектурных конструкциях, а только в орнаменте, в том числе архитектурном, как бы наложенным на стену, а также, в наибольшей степени, в орнаментальной гравюре, декоративной резьбе, вышивке, чеканке по металлу и ювелирном искусстве.
Отбросив помпезность и напыщенность искусства времён Людовика XIV, архитектура малых, камерных форм стиля рококо стремится быть лёгкой, приветливой, игривой. Архитекторы и рисовальщики не заботятся ни об органичном сочетании и распределении частей сооружения, ни о целесообразности их форм, а распоряжаются ими произвольно, вплоть до каприза, избегают симметрии, без конца варьируют расчленения и орнаментальные детали. Поэтому специалисты именуют основной принцип формообразования в стиле рококо не тектоничным, а «вариационным». Динамичность, которую находят в обоих стилях (барокко и рококо), — писал В. И. Локтев, — не одна и та же. Динамика барокко — в резких контрастах, рококо — в вариационности и моторности…". В интерьерах стиля рококо используются анфилады, которые являются открытием Ренессанса, но по-особенному. Перед зрителем развёртывается «бесконечный вариационный ряд». «Ренессансный зритель предпочитал оставаться в начале анфилады и любоваться уходящей перспективой, а зритель рококо — продвигаться по ней, „нанизывая“ одну вариацию на другую».
Отсюда столь важное значение зеркал, отражающихся друг в друге и делающими, как и падуги, незаметными переходы от одного объёма к другому. Таким образом, человек, вступающий в интерьер стиля рококо, попадает в зыбкий, непостоянный и очень сложный мир бесконечных вариаций.
В созданиях этой архитектуры прямые линии и плоские поверхности почти исчезают или, по крайней мере, маскируются фигурной отделкой; карнизы помещаются над карнизами; высокие пилястры, кариатиды и теламоны подпирают ничтожные выступы, фронтоны, чаще «разорванные», увенчиваются вазами, пирамидами, скульптурными фигурами, трофеями. Всюду, в обрамлении окон, дверей, стенных пространств внутри здания, в плафонах и десюдепортах, пускается в ход затейливая лепная орнаментация, состоящая из завитков, маскаронов, цветочных гирлянд и фестонов. При этом обрамляющая и заполняющая функции орнамента часто меняются местами, что ещё более усиливает «моторность» восприятия архитектурной композиции.
На потолках и стенах используются лепной декор, резьба и позолота. Стены оформляются деревянными панелями — ламбри либо обтягиваются шёлковыми тканями. На полу — узорный паркет и ковры. Цветовая гамма интерьеров в стиле рококо, как правило, лёгких «пастельных тонов»: розовый «помпадур», цвет бедра нимфы, голубой, светло-зелёный в сочетании с золотом и серебром.

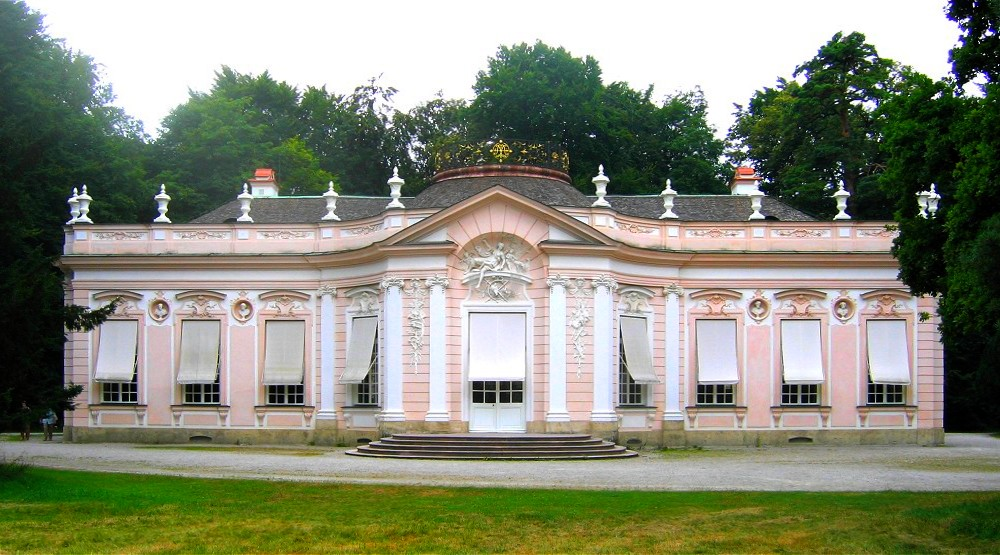
Дворец Амалиенбург близ Нимфенбурга. Бавария. 1734—1739. Проект Франсуа де Кювилье.
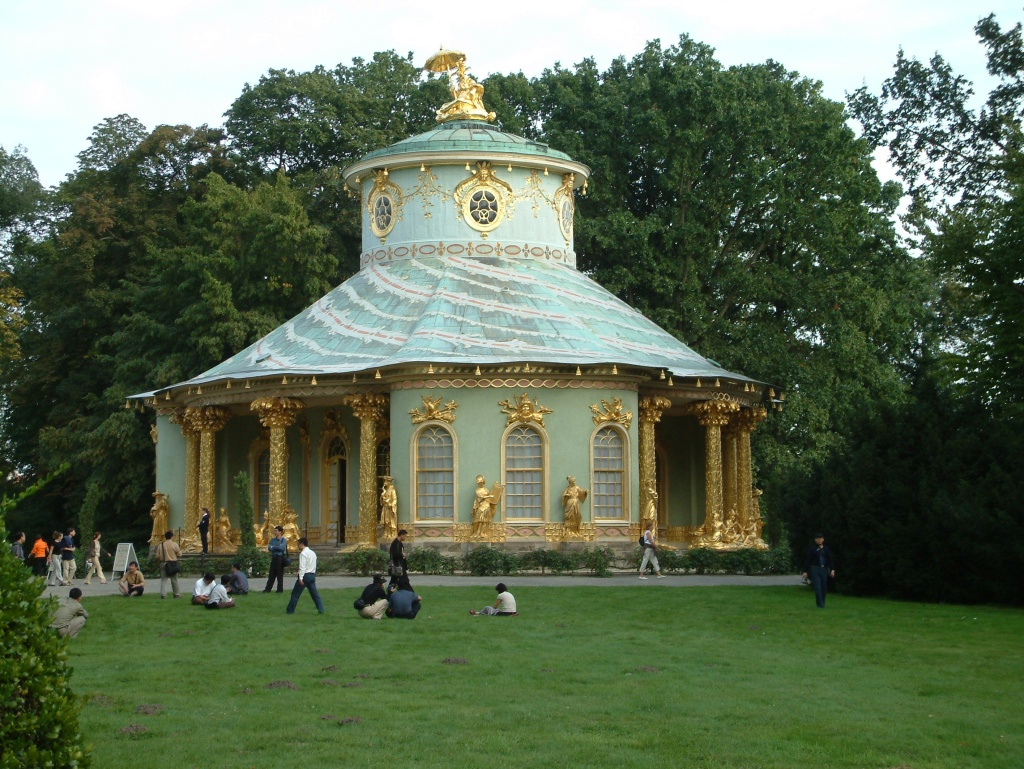
Китайский чайный домик в парке Сан-Суси в Потсдаме. 1755—1764. Архитектор И. Г. Бюринг
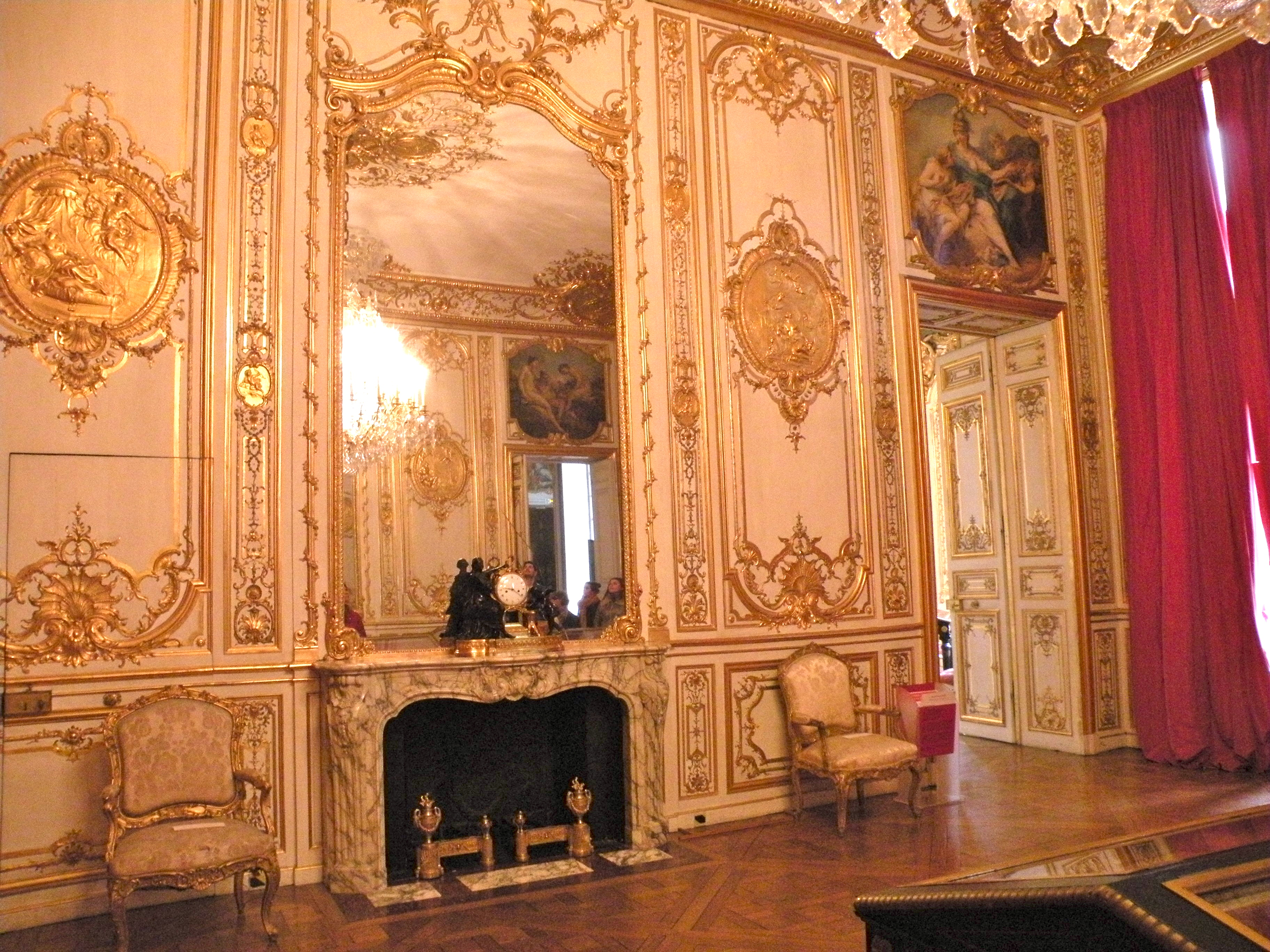
Ламбри «Зала Бурбонов» Отеля Субиз в Париже. 1736—1739. Архитектор Ж. Бофран
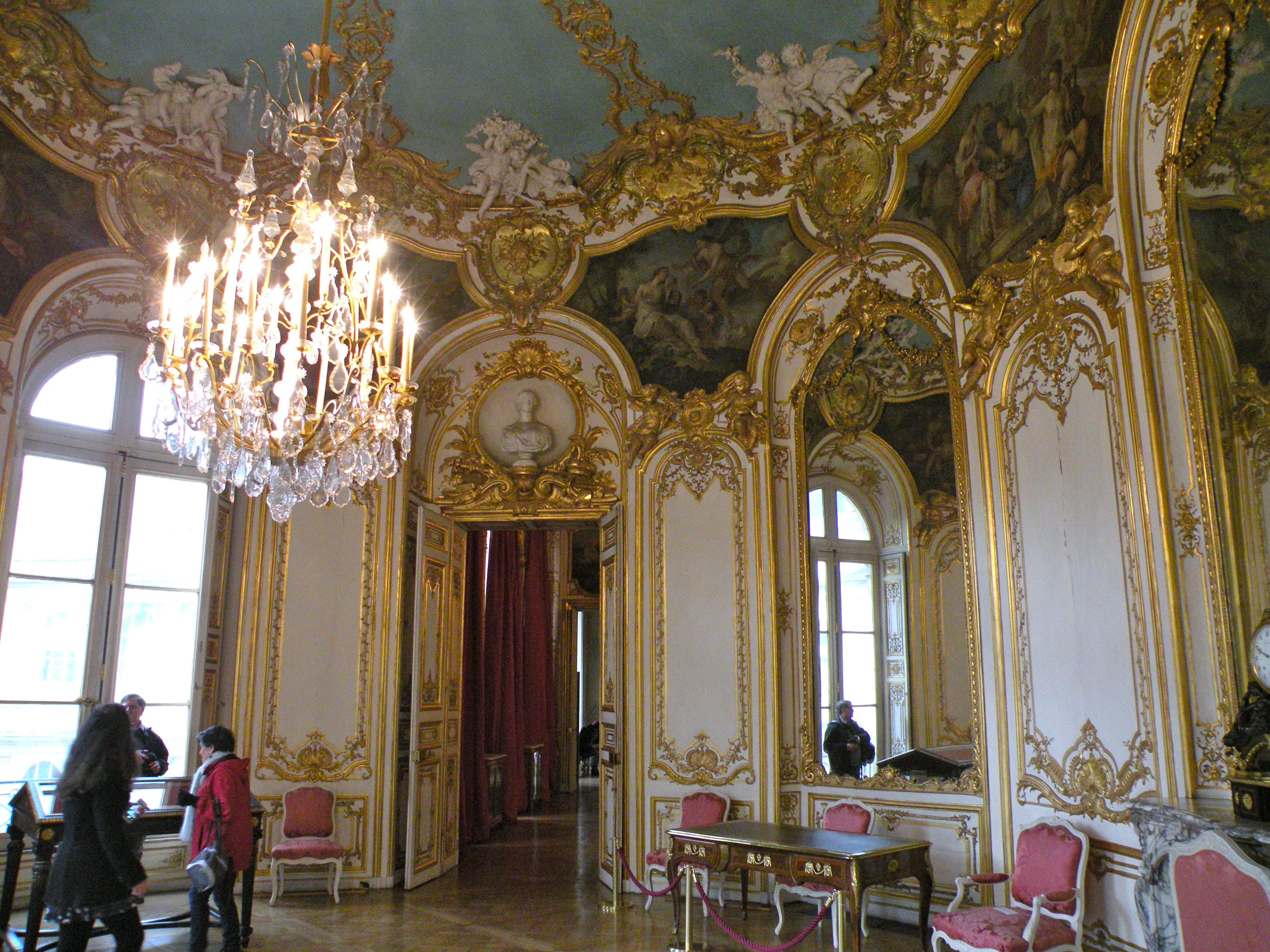
«Овальный зал», или «Салон принцессы», Отеля Субиз. 1736—1739. Архитектор Ж. Бофран
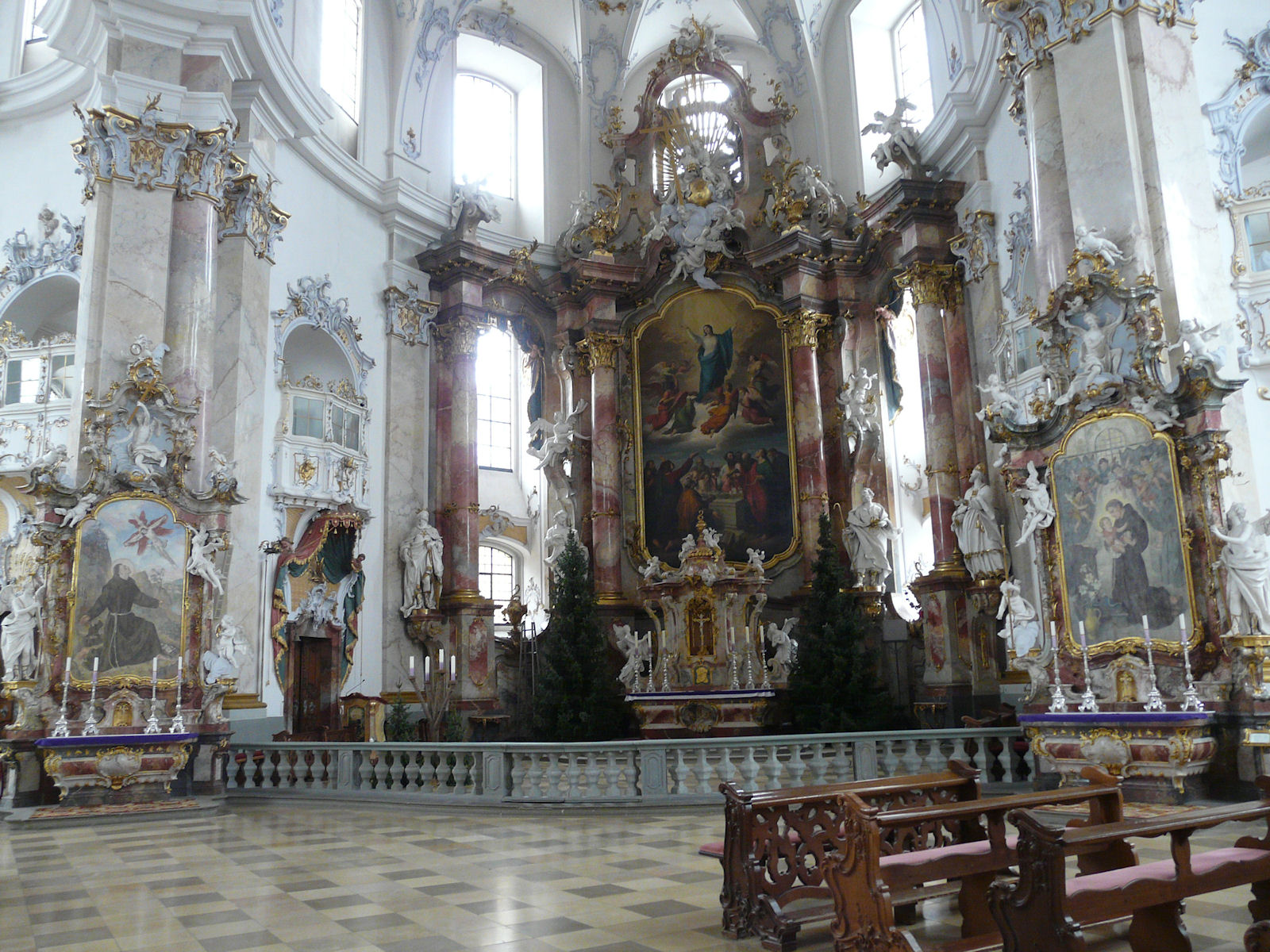
Интерьер паломнической церкви Фирценхайлиген в Баварии. 1743—1772. Архитектор И. Б. Нойман
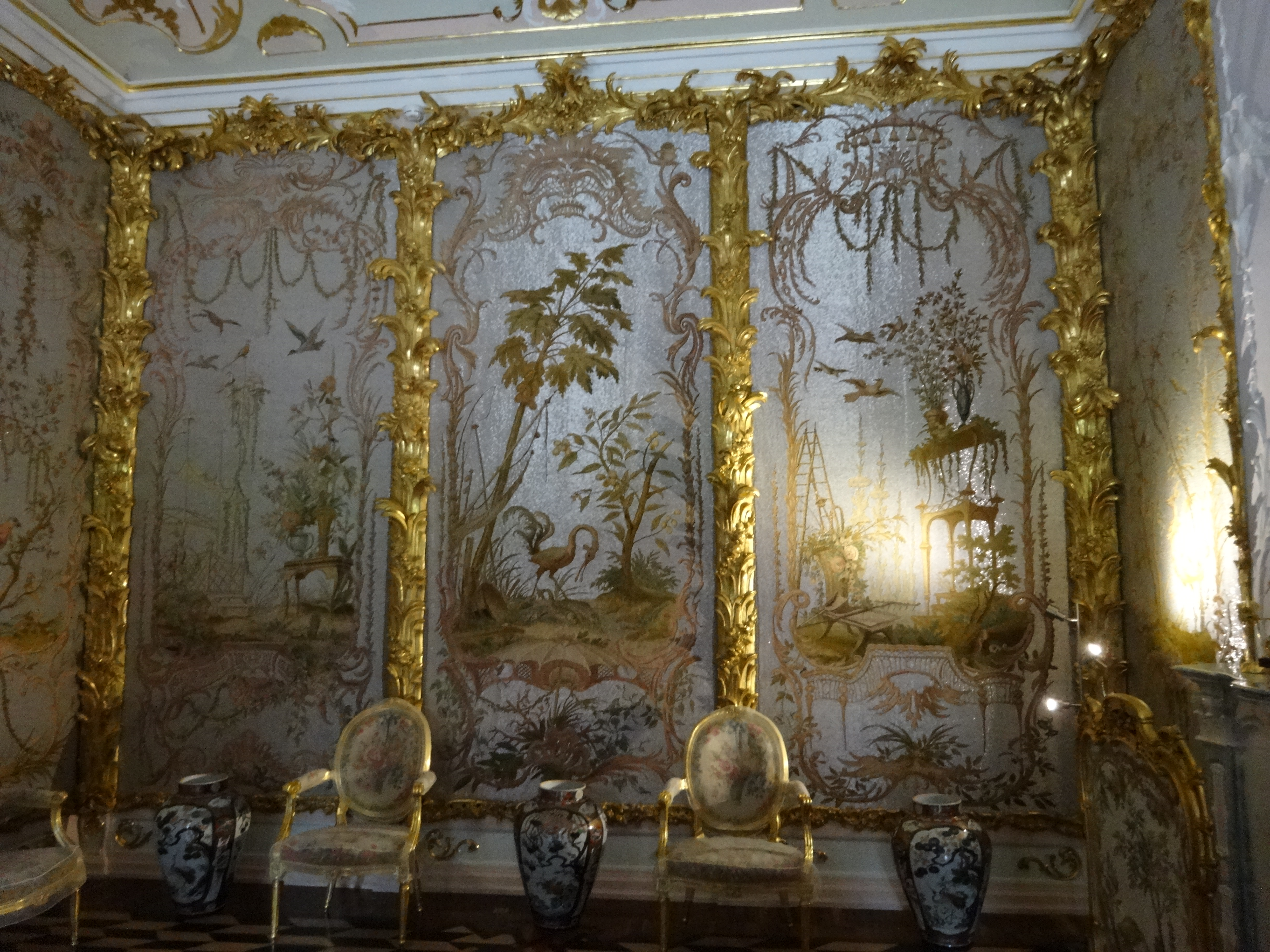
«Стеклярусный кабинет» в стиле «шинуазри» Китайского дворца в Ораниенбауме. 1763. Архитектор А. Ринальди. Рисунки Ж.-Б. Пильмана

## Декоративно-прикладное искусство рококо

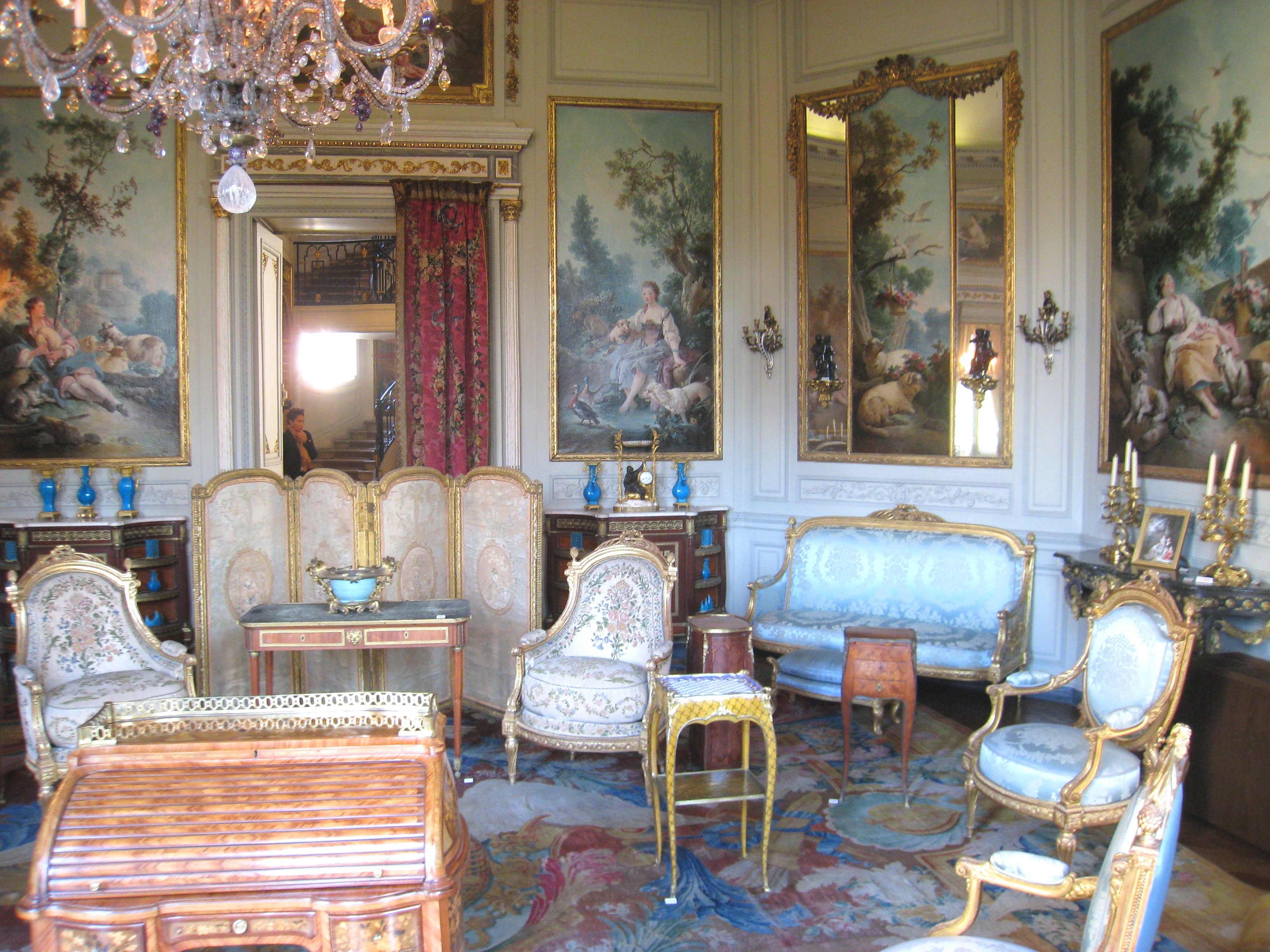
Интерьер в стиле «позднего Людовика XV». Музей Ниссим-де-Камондо, Париж

Как и во всех прочих французских «королевских стилях» (Людовика XIV, Людовика XV, Людовика XVI) важное значение «носителя стиля» имело искусство орнаментальной гравюры. Исследователи считают, что сам жанр орнаментальной гравюры приобрёл стилеобразующее значение в эпоху Людовика XIV, хотя художники-рисовальщики и гравёры работали в области орнамента и ранее, начиная с XV века в связи с интенсивным развитием художественных ремёсел.
Работая в том жанре, художники не были регламентированы сюжетом и требованиями заказчика, они давали волю фантазии, отрабатывая до совершенства формальные элементы стиля, которые затем использовали другие мастера: керамисты, резчики по дереву, чеканщики по металлу, ткачи и ювелиры. В период Регентства сочинением орнаментов помимо живописи занимался Антуан Ватто. Выдающимися мастерами орнаментальных композиций были Франсуа де Кювилье и Ж.-О. Мейссонье, Николя Пино, Жак де Лажу, Жиль-Мари Оппенор.
Именно в эпоху рококо произошло открытие в 1708 году европейского фарфора И. Ф. Бётгером в Майсене (Саксония). Стиль рококо оказывал в те годы значительное влияние на саксонское искусство. Тонкий, белоснежный и полупрозрачный, звонкий, с красочной росписью под блестящей глазурью, фарфор будто самой природой создан для воплощения эстетики стиля рококо. Наиболее выдающимся мастером не только знаменитой майсенской мануфактуры, но и общеевропейского рококо, в фарфоровой пластике является Иоганн Иоахим Кендлер. Известны также имена П. Райнике, И. Ф. Эберлайна. Продукцию Майсена затронули и китайские влияния, вплоть до прямого подражания: «стиль какиэмон» и разнообразных стилизаций (шинуазри). На фарфоровой мануфактуре в Нимфенбурге, основанной в 1747 году, с 1754 года работал выдающийся художник, скульптор-модельер Франц Антон Бустелли. Произведения Бустелли — небольшие, ярко расписанные фигурки и скульптурные группы — «галантные сцены», дамы и кавалеры, персонажи итальянского театра Комедия дель арте, — отличаются лёгкостью и изяществом подлинного рококо.
В эпоху рококо получило интенсивное развитие искусство «златокузнецов» (нем. Goldschmied), мастеров-чеканщиков по золоту и серебру, ювелиров и создателей больших столовых сервизов из серебра. Одними из самых знаменитых были мастера семьи Ретье, Каффиери, а также Ф.-Т. Жермен, Клод Баллен, Иеремия Позье и многие другие.

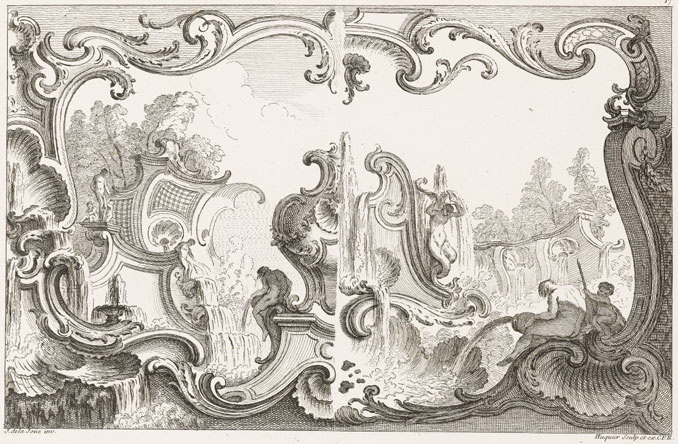
Орнамент с фонтаном. Офорт Г. Юкье по рисунку Ж. де Лажу. 1734
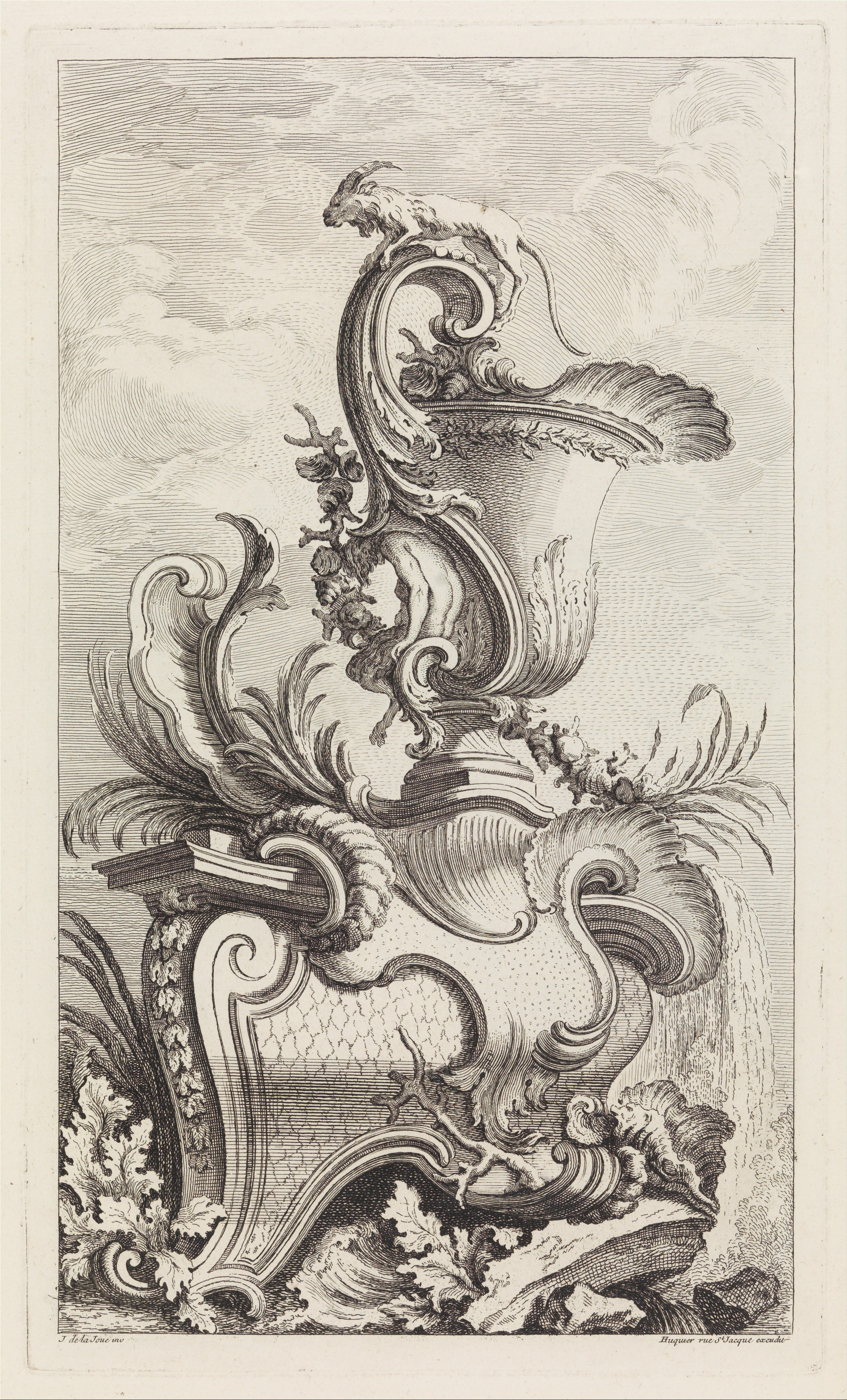
Лист из альбома «Вазы». Офорт Г. Юкье по рисунку Ж. де Лажу. 1730-е гг.
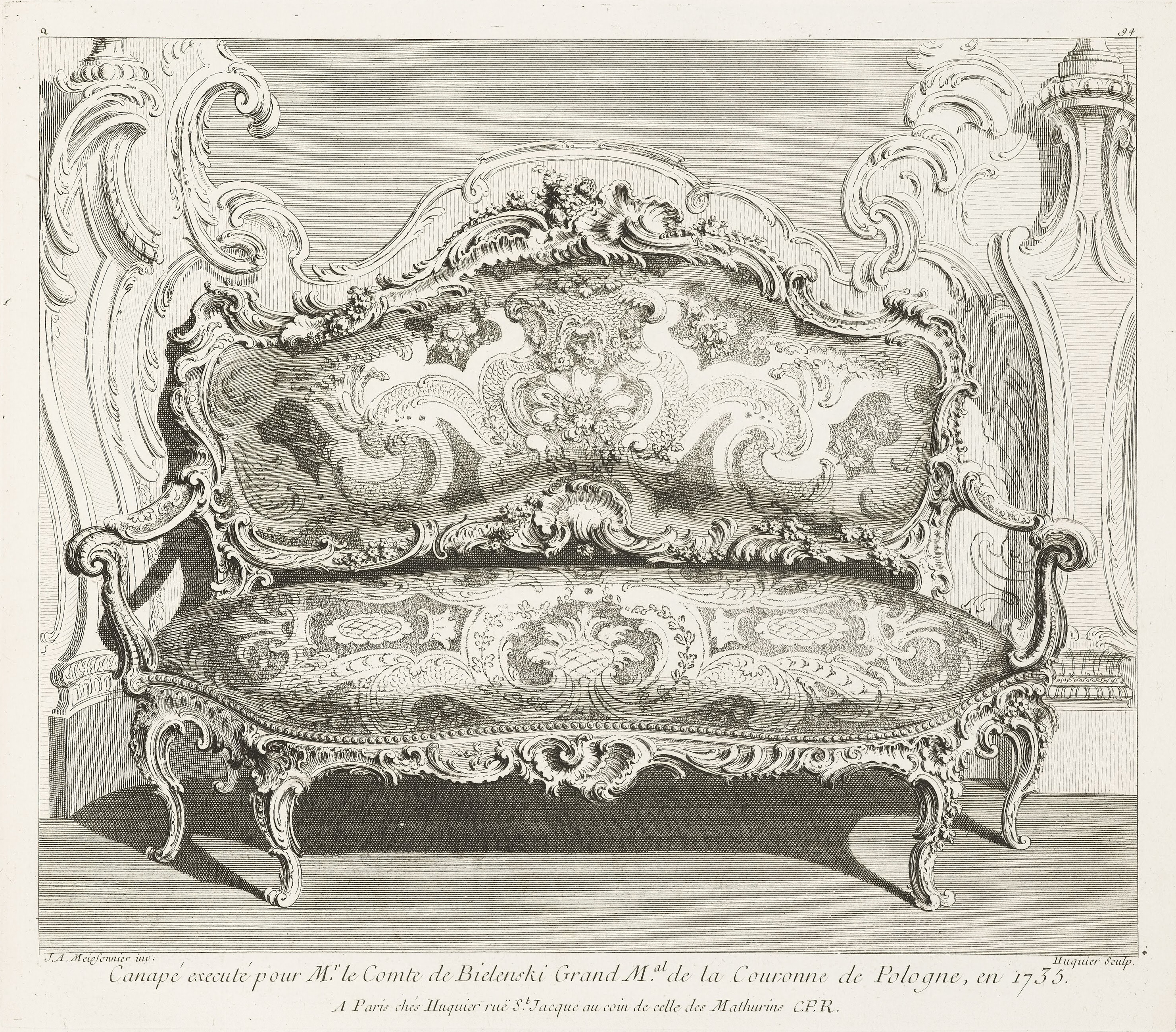
Канапе. Офорт Г. Юкье по рисунку Ж.-О. Мейссонье. 1735
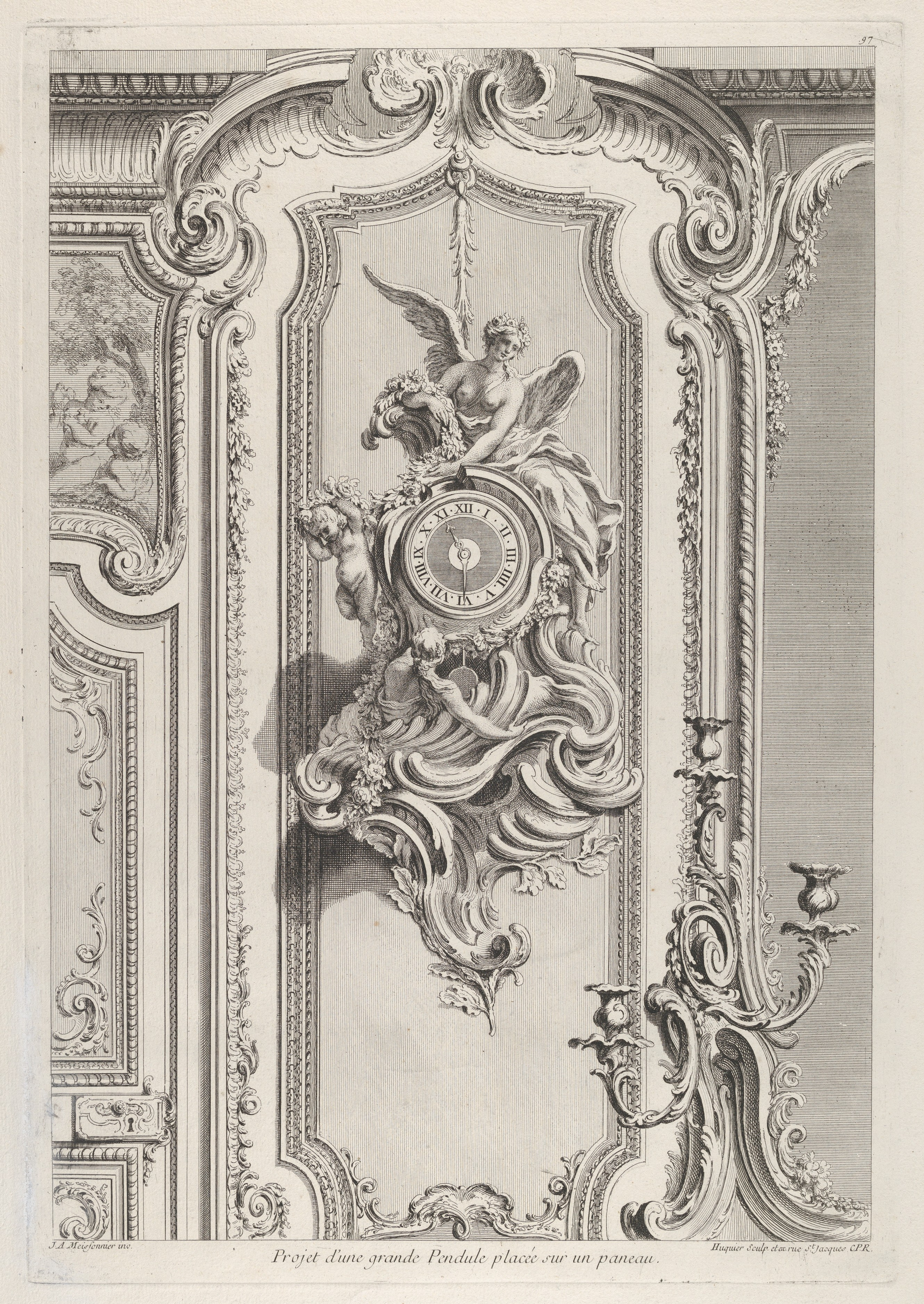
Стенные часы. Офорт Г. Юкье по рисунку Ж.-О. Мейссонье. Ок. 1742—1748
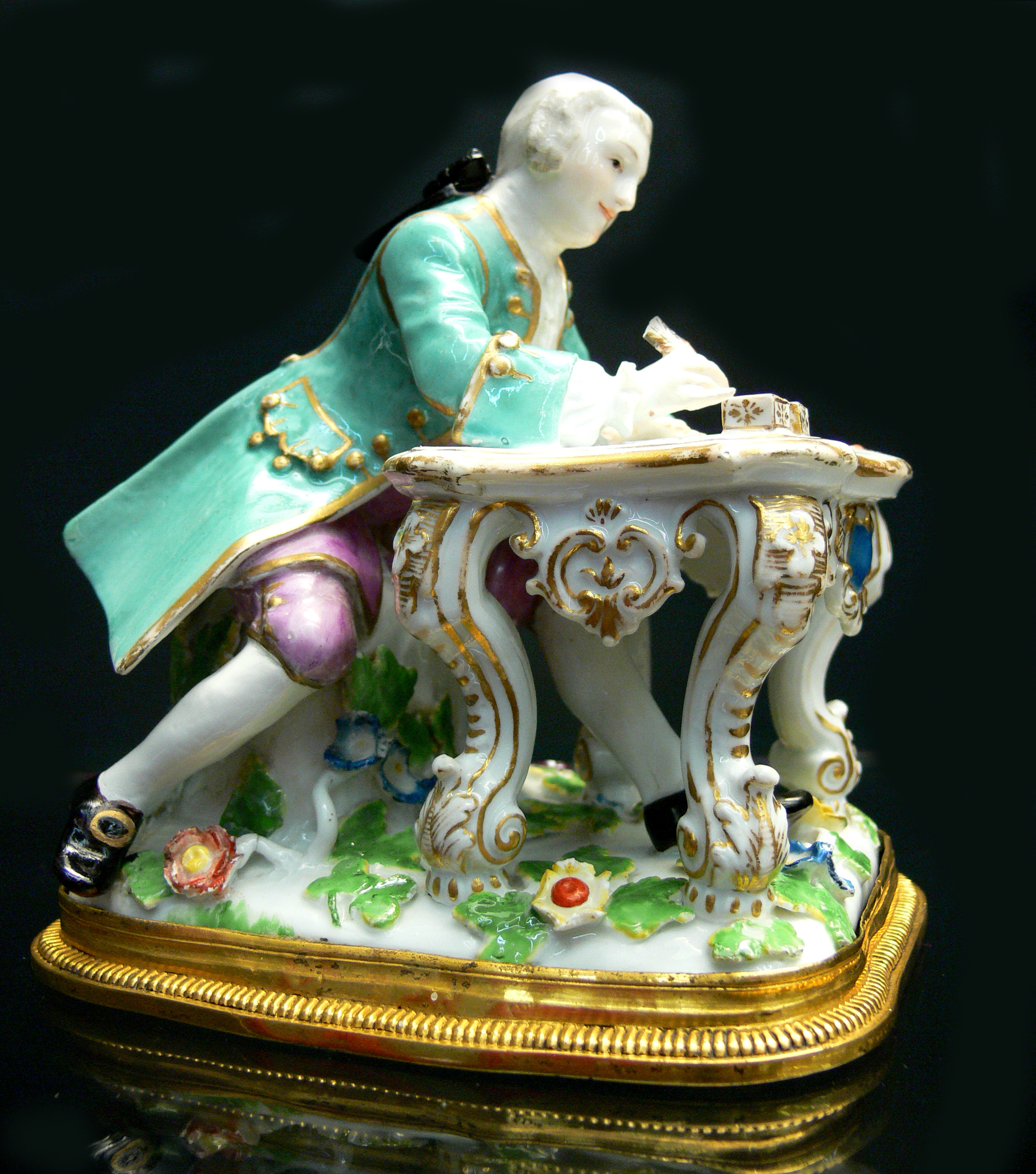
Кавалер за столом. По модели И. И. Кедлера. Майсен. Ок. 1740 г. Фарфор, роспись
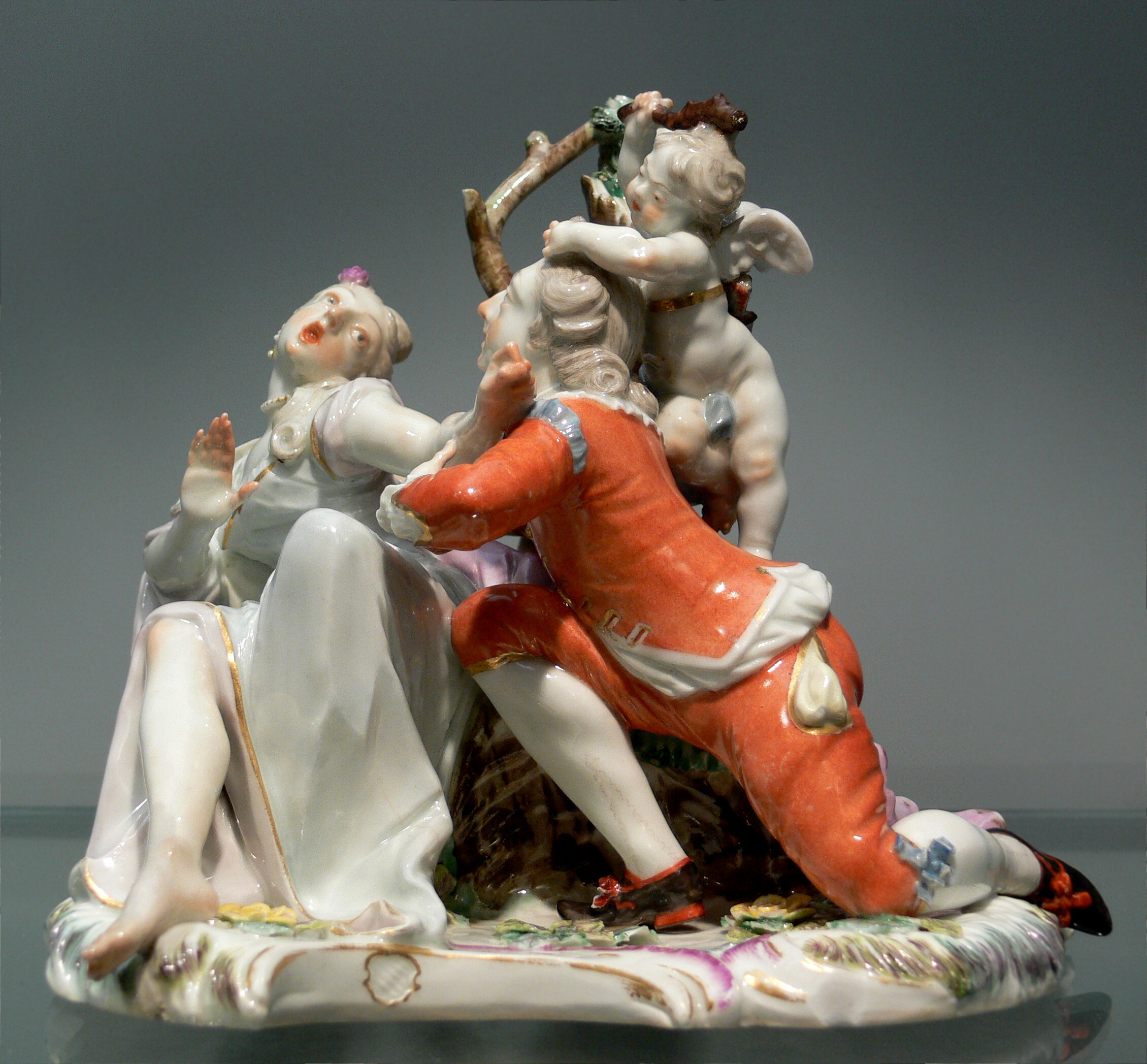
Галантная сцена. Модель Ф. А. Бустелли. Нимфенбург. 1756. Фарфор, роспись
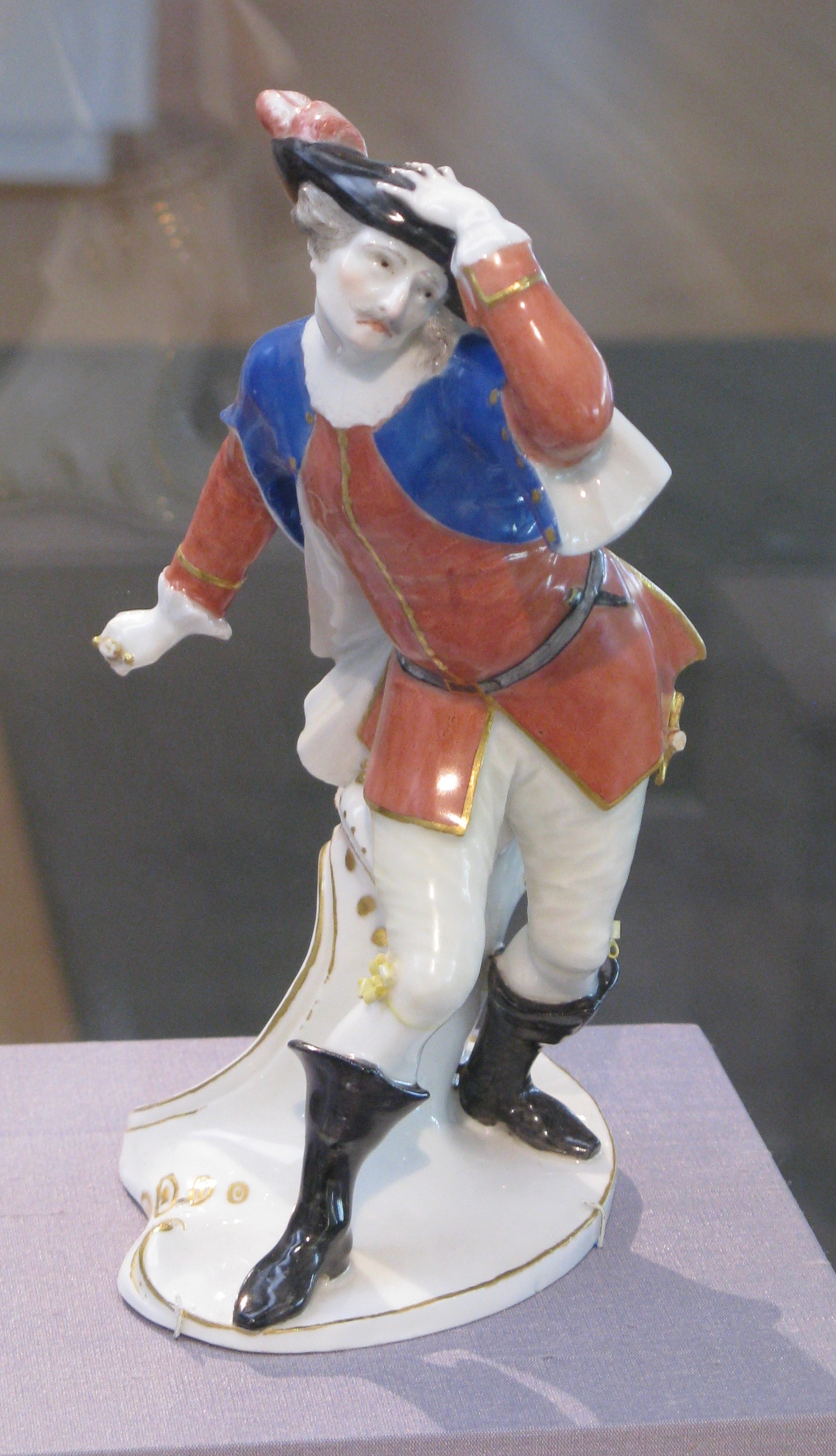
Капитан Спавенто. Из серии «Комедия дель арте». Ф. А. Бустелли. Нимфенбург. 1760–1763. Фарфор, роспись
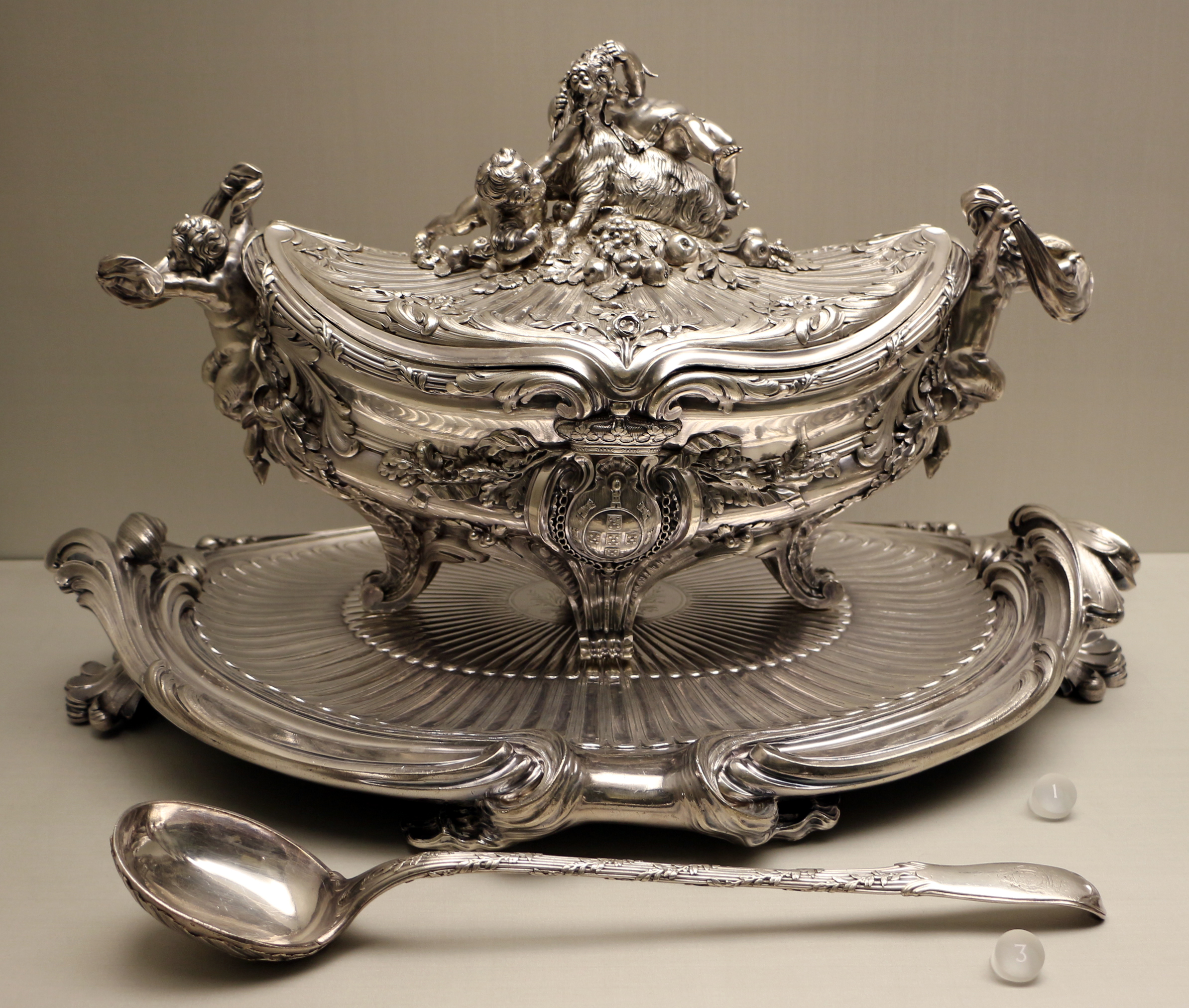
Ф.-Т. Жермен. Супница. 1756—1765. Серебро. Скульптурные детали Ж. Баллена
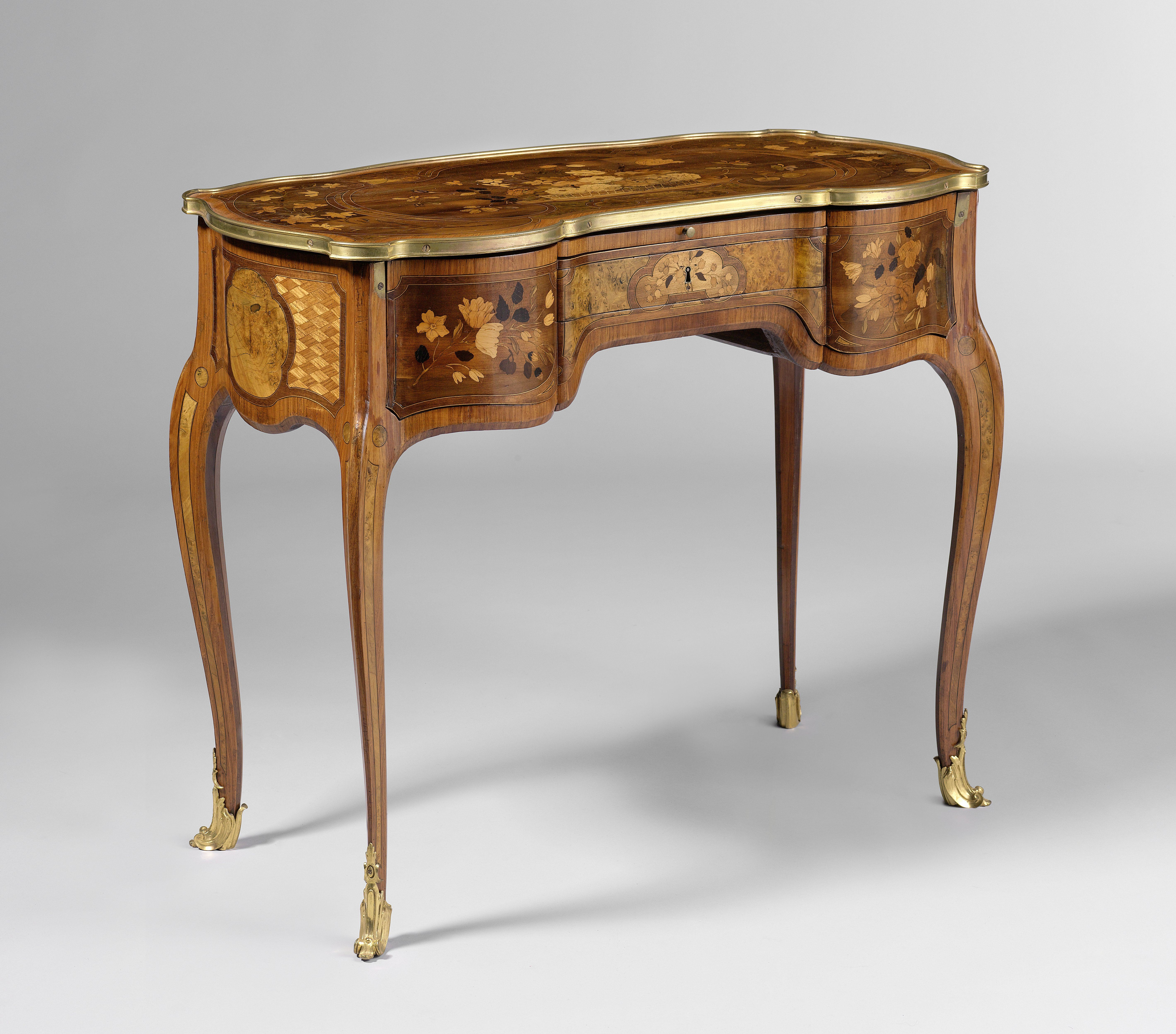
Туалетный столик с ножками кабриоль. 1760-е гг. Мастерская Ж.-Ф. Эбена, Париж
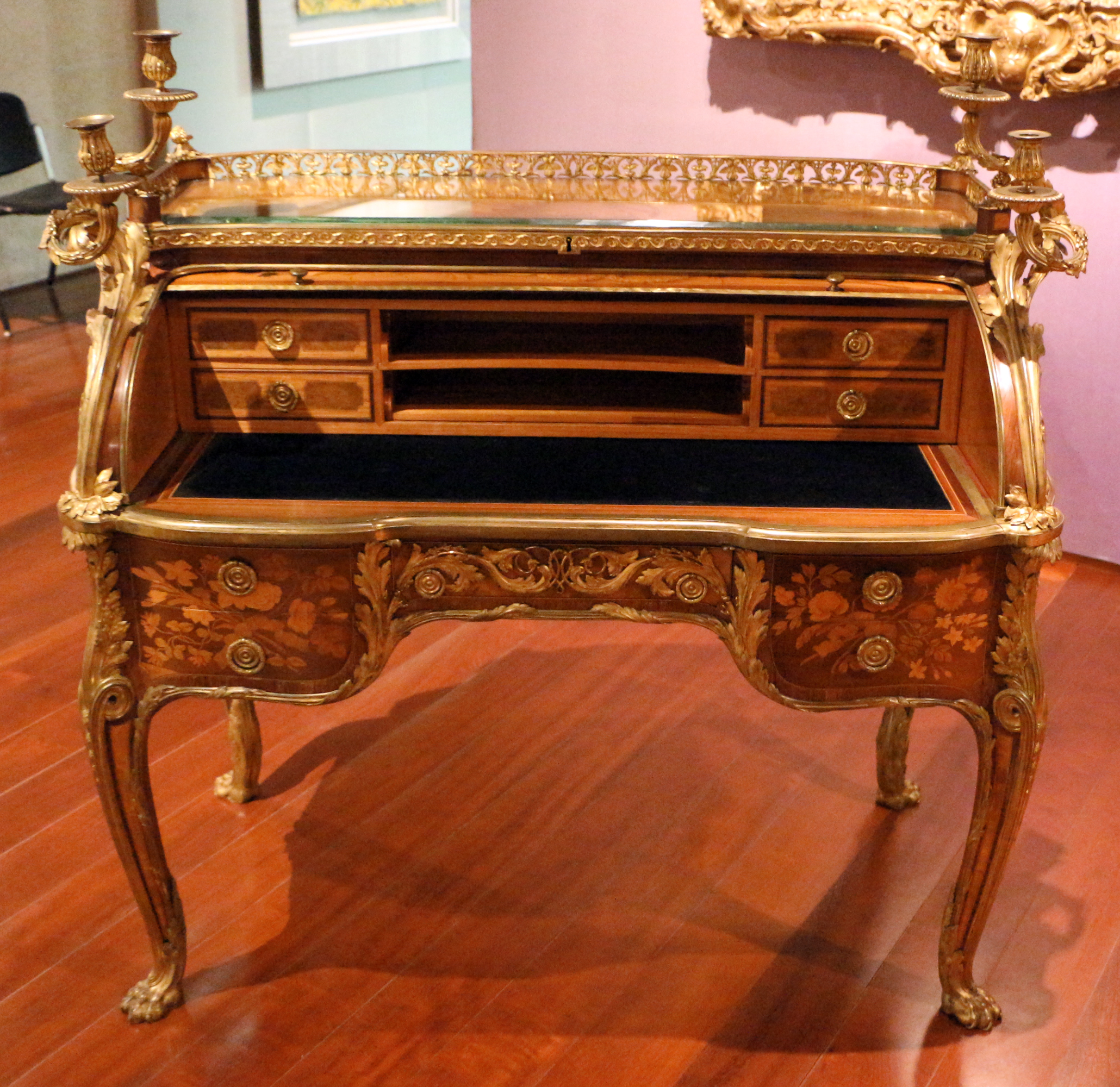
Жан-Анри Ризенер. Секретер с маркетри. 1773. Музей Галуста Гюльбенкяна, Лиссабон

Мебель рококо отличается изысканными контурами, изогнутыми линиями, ножками типа кабриоль, украшениями маркетри и бронзовыми золочёными рокайльными накладками. Характерны небольшие консольные столики, секретеры, бюро, комоды, шифоньеры, кушетки Дюшес-бризе (фр. duchesse brisée — разбитая герцогиня). Два наиболее распространенных типа кресел — «Бержер» и «Маркиза». Знаменитым произведением эпохи является Королевское бюро (фр. Bureau du Roi) — цилиндрическое бюро, шедевр мебельного искусства Франции XVIII века, созданный для короля Людовика XV выдающимся мастером-мебельщиком Ж.-Ф. Эбеном в 1760 году по рисунку Жан-Клода Дюплесси и законченное Жан-Анри Ризенером в 1769 году. Бюро с цилиндрической крышкой украшено маркетри, вызолоченными бронзовыми деталями и плакетками севрского фарфора.
Выдающимися мастерами мебели были Давид Рёнтген, Шарль Крессан, Жак Дюбуа, Ж.-Ф. Эбен, Пьетро Пиффетти, Эннемон-Александр Петито, Джузеппе Маджолини. Ведущее положение в изготовлении мебели в Италии занимали мастерские Турина и Венеции. Под влиянием французского рококо и шинуазри работал выдающийся английский мастер-мебельщик Томас Чиппендейл.

## Живопись рококо
В живописи рококо, как и в других видах искусства, отражалась идеология, эстетика и вкусы, основанные на пасторальных темах и идеализации сюжетов из светской (в частности — придворной) жизни. Основные темы — вечная молодость и красота, галантное и меланхолическое времяпрепровождение, стремление укрыться от реальности в пастушеских идиллиях и придуманных «сельских радостях», элегические, лирические, идиллические настроения, лёгкая ирония и эротизм. Популярные жанры: пастораль, буколика, светский портрет и «галантные празднества» (фр. Fêtes galantes) — как живописец такого необычного жанра в 1717 году в Королевскую Академию живописи был принят Антуан Ватто.
На смену репрезентативности пришла изысканная декоративность, прихотливая игра форм. Наиболее ярко живопись рококо проявилась во Франции и Италии. Место контрастов и ярких красок заняла иная, приглушённая гамма цветов, лёгкие пастельные тона: розоватые, голубоватые, сиреневые. Другой, характерной чертой того времени была эротика. Создано много картин, изображающих обнажённую натуру: нимф, «венер»: купающихся либо раздевающихся перед купанием. Крупнейший представитель живописи рококо во Франции — Франсуа Буше, работавший в жанре портрета и сельского (пасторального) пейзажа. Другим был Ж.-О. Фрагонар. В Италии — Джамбаттиста Тьеполо. Видным художником является Пьетро Лонги. Его бытовые сцены вполне соответствуют характеру стиля рококо — уютные гостиные, праздники, карнавалы. Кроме этого, в Италии в это время развивалось и другое течение, которое не вполне вписывается в рамки стиля. Это — ведута, точное изображение городских видов, прежде всего Венеции. Виды Венеции писали Каналетто и Франческо Гварди, Бернардо Беллотто.

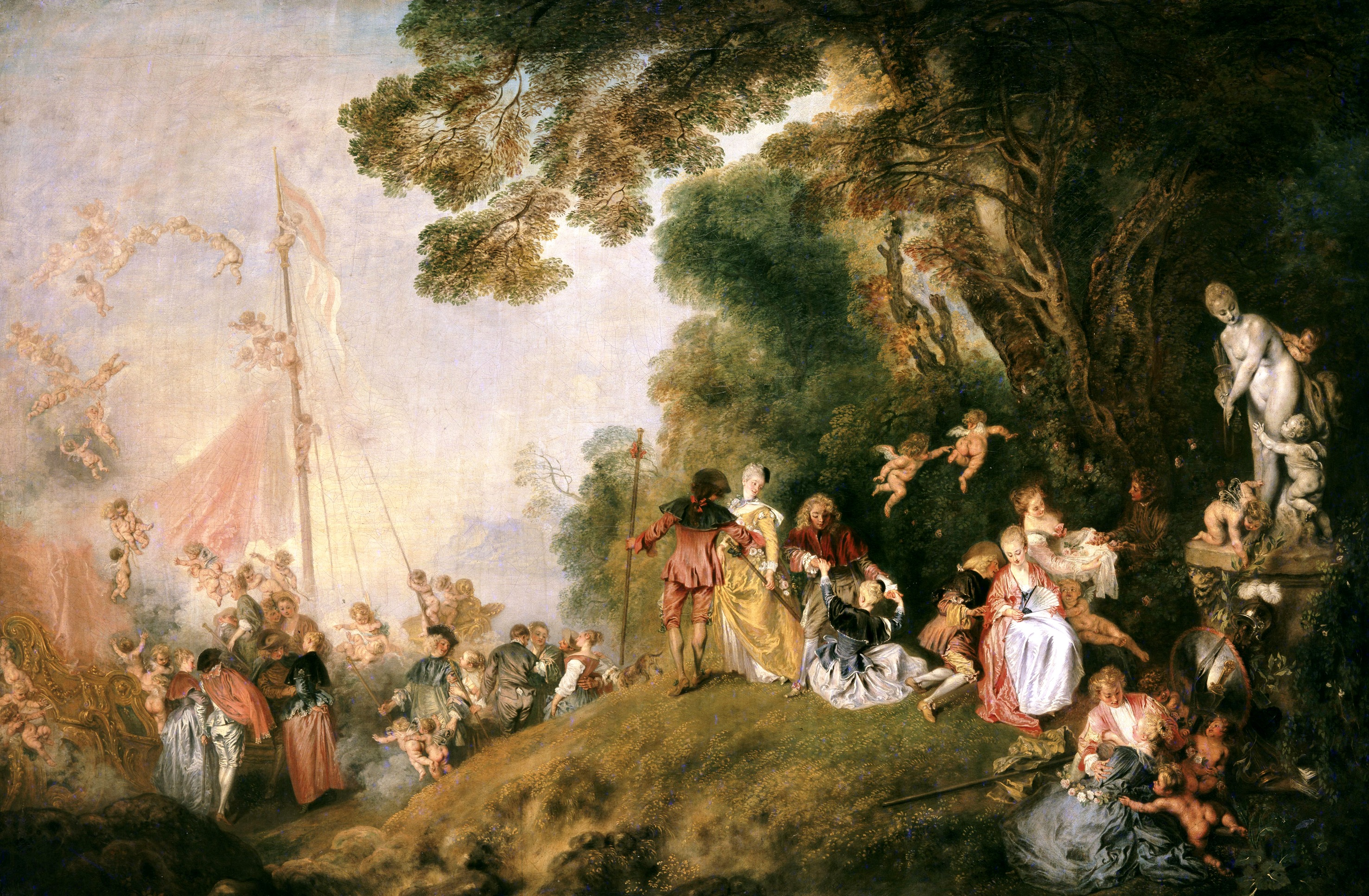
А. Ватто. Отплытие на остров Киферу. Ок. 1718. Холст, масло. Шарлоттенбург, Берлин
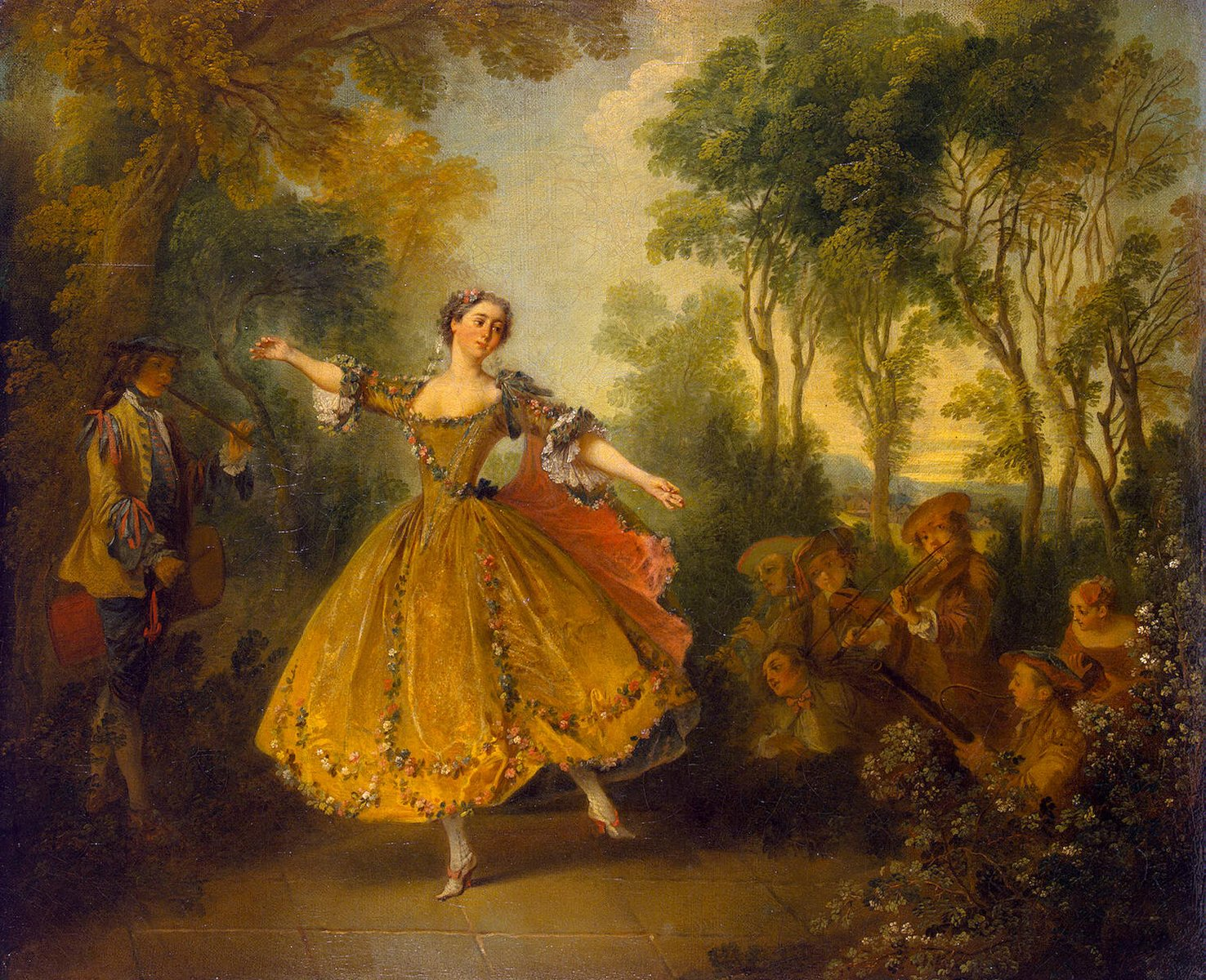
Н. Ланкре. Мари Камарго. Ок. 1730. Холст, масло. Эрмитаж, Санкт-Петербург
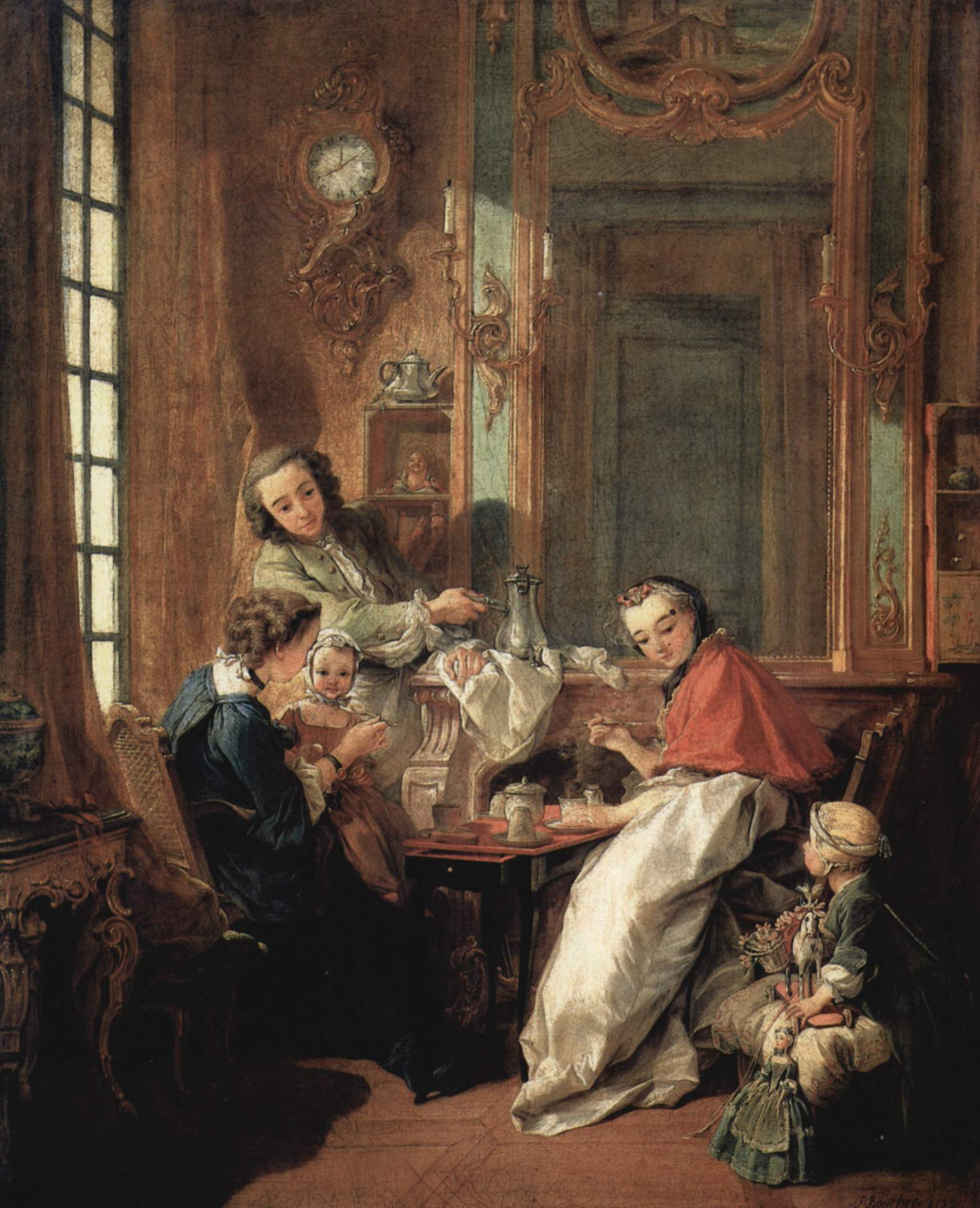
Ф. Буше. Завтрак. 1739. Холст, масло. Лувр, Париж
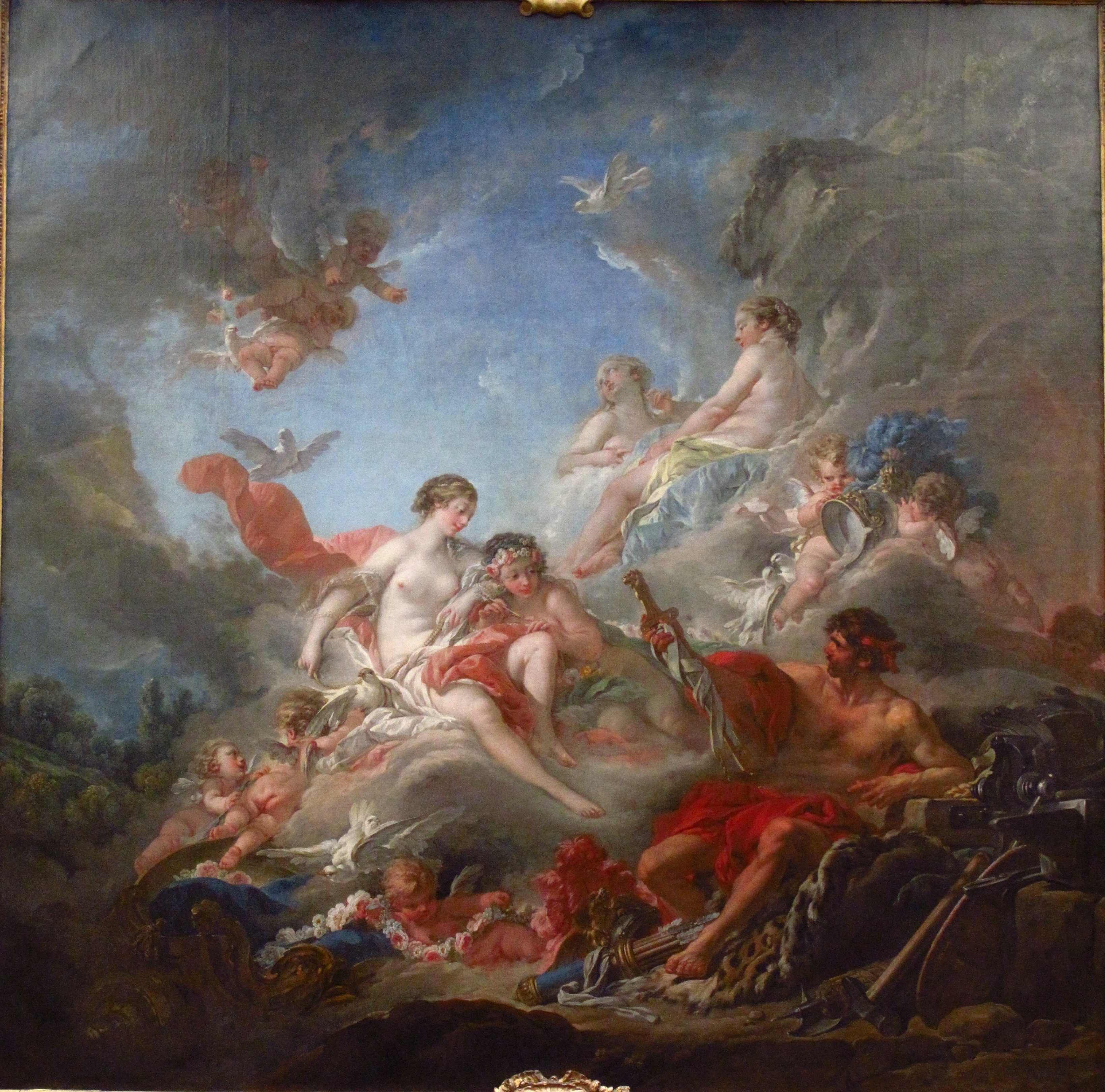
Ф. Буше. Вулкан показывает Венере оружие, которое он сделал для Энея. 1757. Холст, масло. Лувр, Париж
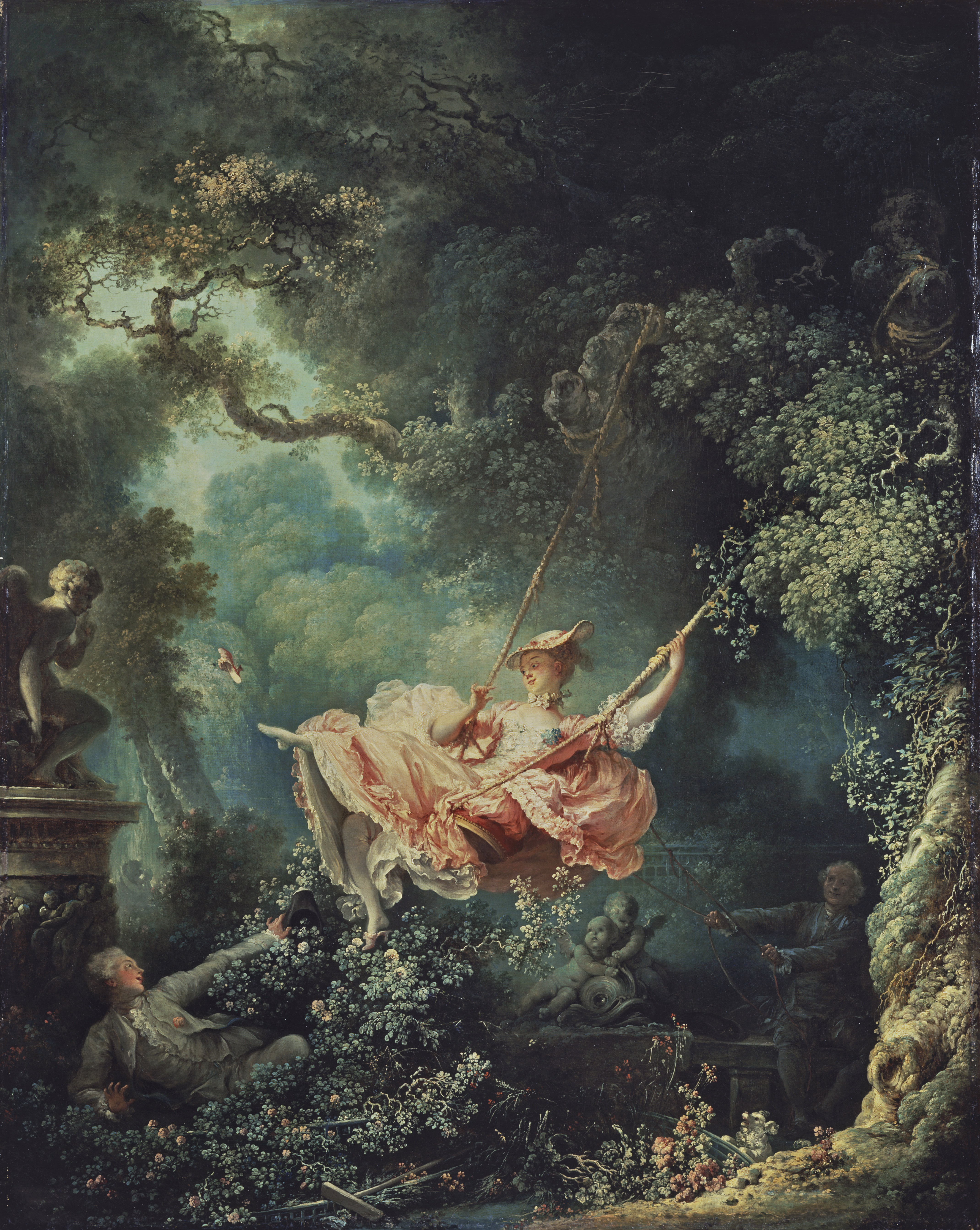
Ж.-О. Фрагонар. Счастливые возможности качелей. 1767—1768. Холст, масло. Собрание Уоллеса, Лондон
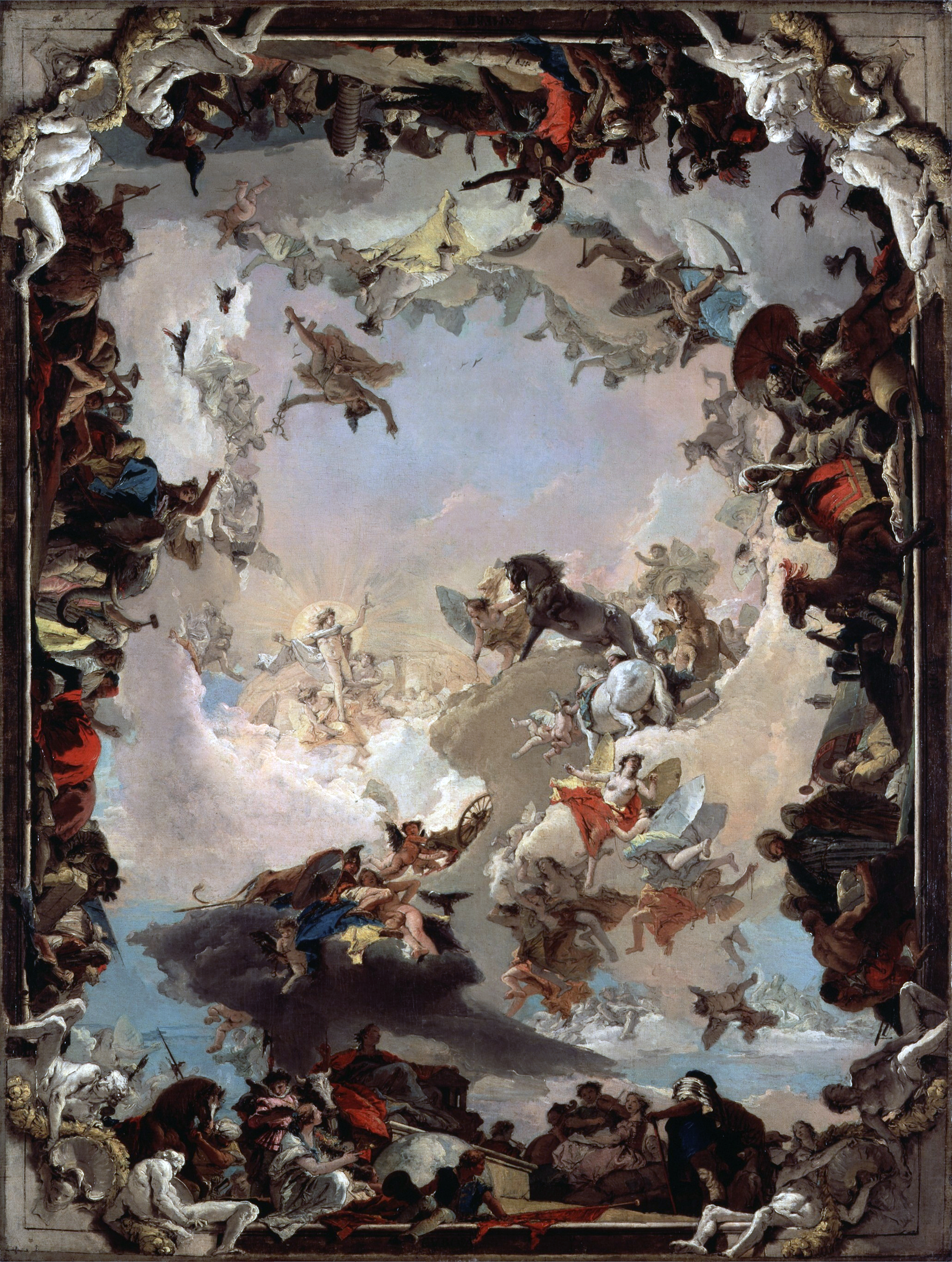
Дж. Б.Тьеполо. Аллегория планет и континентов. Эскиз росписи. 1752. Холст, масло. Метрополитен-музей, Нью-Йорк

## Музыка рококо

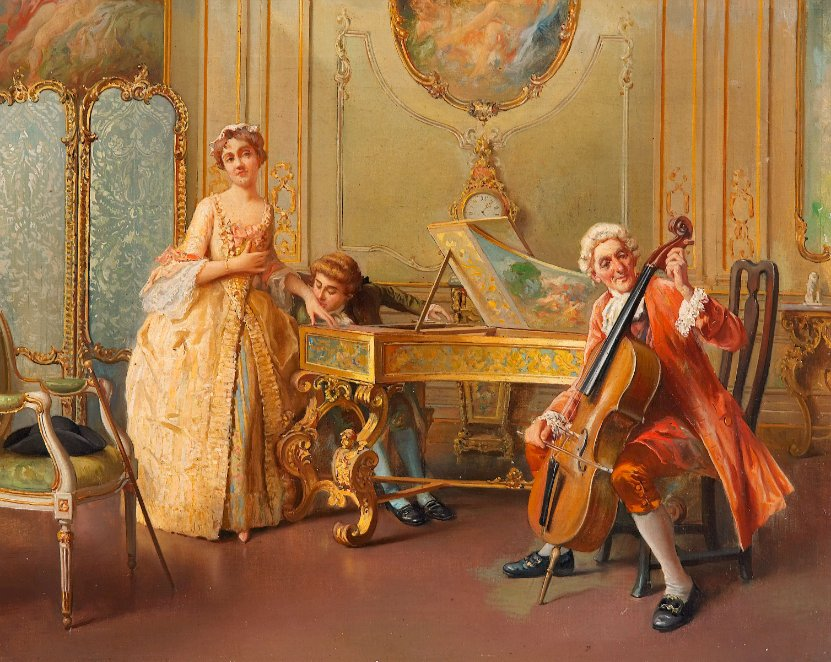
А. Дзоппи. Музыкальная сцена в стиле рококо. Ок. 1925

В «чистом виде» музыкальный стиль рококо проявил себя в творчестве «великих французских клавесинистов» Франсуа Куперена и Жана Филиппа Рамо. Совершенно в той же манере работали их менее известные сегодня современники: Луи Клод Дакен, Жан Жозеф де Мондонвиль, Антуан Форкре, Андре Кампра, Жозеф Боден де Буамортье, Луи Николя Клерамбо, Марен Маре и многие другие. Своим предтечей в один голос они объявляли великого Жана Батиста Люлли. Помимо Франции, музыка рококо развивалась и в странах Германии, так как этому стилю благоволили Мария Терезия и Фридрих Великий. Среди композиторов этого стиля нужно отметить Йоханна Адольфа Хассе, Эммануэля и Кристиана Бахов, а также Леопольда Моцарта, влияние стиля также заметно в музыке его сына Амадея и Йозефа Гайдна.
Для стиля рококо в музыке характерны те же черты, что и для живописи и архитектуры. Обилие мелких звуковых украшений и завитков (так называемых «мелизмов», аналогичных извилистым линиям стилизованных «рокайлей», преобладание маленьких (ювелирно отделанных в деталях) и камерных форм, отсутствие ярких противопоставлений и драматических эффектов, господство тем и образов, знакомых по картинам Буше: игривых, кокетливых и галантных. Да и сам по себе инструмент, клавесин, переживший в эпоху галантного стиля и рококо свою наивысшую точку расцвета и популярности, что это как не наивысшее выражение всех черт того же стиля рококо? Камерный, небольшого (или даже совсем маленького) размера инструмент, с негромким звуком, быстро затухающим и требующим большого количества мелких нот для заполнения пространства. Само собой, что внешняя отделка инструмента: вычурная, богатая, полная мелких украшений и тончайших деталей неизбежно дополняла единство стиля.
Но даже и в крупных формах (операх, балетах и кантатах) все эти черты проявили себя в полной мере. Так, большие оперы Рамо и Кампра также построены из небольших номеров, связанных между собой по сюитному принципу, а иногда и вовсе представляют собой феерическую сюиту, практически не связанную каким-либо вразумительным общим сюжетом. Наиболее известные произведения этого типа: «Галантная Индия» Рамо, «Венецианские празднества» и «Галантная Европа» Кампра. Герои мифологических сюжетов опер представляли собой галантных кавалеров и дам, переодетых в пышные костюмы по принципу маскарада. Очень популярен был также жанр пасторали, с такими же галантными пастухами и пастушками, разумеется, ничего общего не имеющими с реальными крестьянскими типажами, занимающимися выпасом скота.
В инструментальной музыке господствовала такая же галантная жанровая, портретно-пейзажная, пасторальная или танцевальная миниатюра (для клавесина, виолы, иногда с добавлением флейты, скрипок и гобоя). Музицировали, как правило, в сюитной форме, со временем постепенно набиравшей количество частей и обогащающейся многочисленными подробностями. Классическая барочная сюита, обычно состоявшая из 3-5 танцев с простыми жанровыми названиями сначала обогатилась новыми «вставными» французскими танцами, такими как паспье, бурре, менуэт, павана, гальярда, а затем начала включать в себя и свободные, фантазийные части с пейзажными, жанровыми или даже персональными названиями. В сравнительно краткую эпоху Рококо сам по себе жанр сюиты сначала был доведён клавесинистами и мастерами инструментальных жанров до своего высшего развития, а затем до истощения и упадка, после которого он попросту покинул профессиональную музыкальную среду на добрую сотню лет.
Поскольку музыка звучала на светских приёмах и во время еды, особо приветствовались разные выдумки, карнавальные имитации и остроумные развлекательные приёмы для увеселения аристократических слушателей. Неизменной популярностью пользовались яркие звукоизобразительные пьесы, например, такие, как «Курица» Рамо и «Маленькие ветряные мельницы» Куперена (для клавесина) или «Катание на санях» Леопольда Моцарта (для оркестра). Этот успех привёл к многочисленным подражаниям, повторениям и репликациям в творчестве других авторов, что вообще было характерно для эпохи барокко в целом. Иногда занимательные эффекты перемещались прямо в музыкальную сферу, пародируя или изображая коллегу-композитора или передразнивая некоторые профессиональные привычки самих музыкантов. В этом плане особенно показательна «Соната-квартет» Гийома Гиймена, носящая подзаголовок «Галантные и занимательные разговоры между поперечной флейтой, скрипкой, басовой виолой и виолончелью» (1743). В салонах чаще всего исполнялись томные или игривые любовные песни, а также популярные арии из опер Рамо, Кампра и Люлли в переложении для клавесина или маленького камерного ансамбля.

## Мода рококо

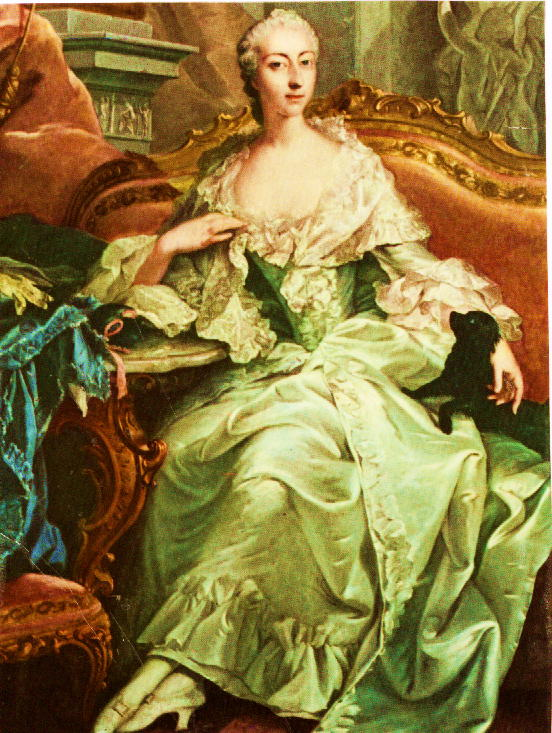
Неизвестный художник. Портрет Анны-Марии фон Штадион. 1740-е гг. Чехия
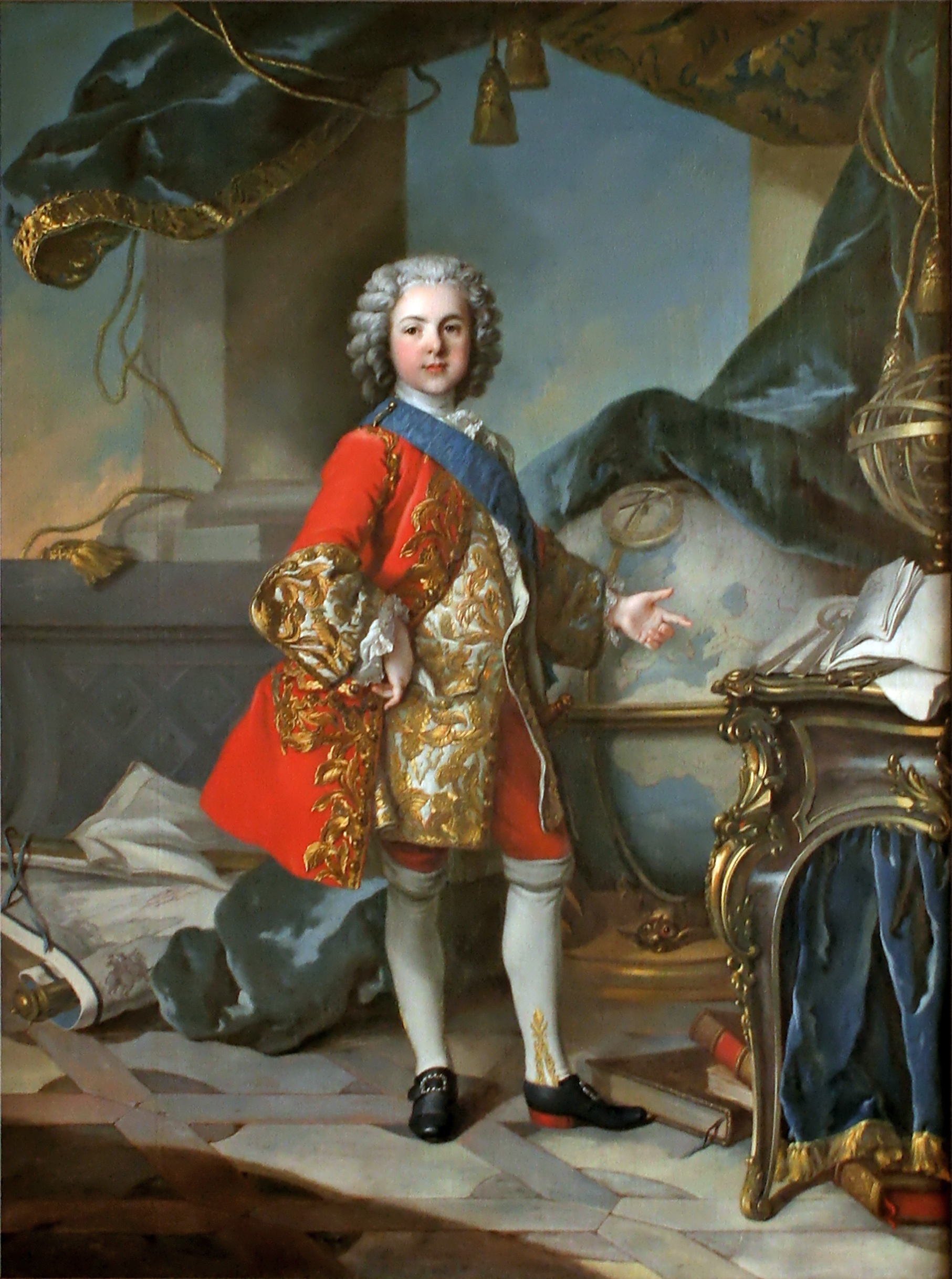
Л. Токке. Портрет Людовика Французского, дофина, сына Людовика XV. Ок. 1738.  Холст, масло. Версаль
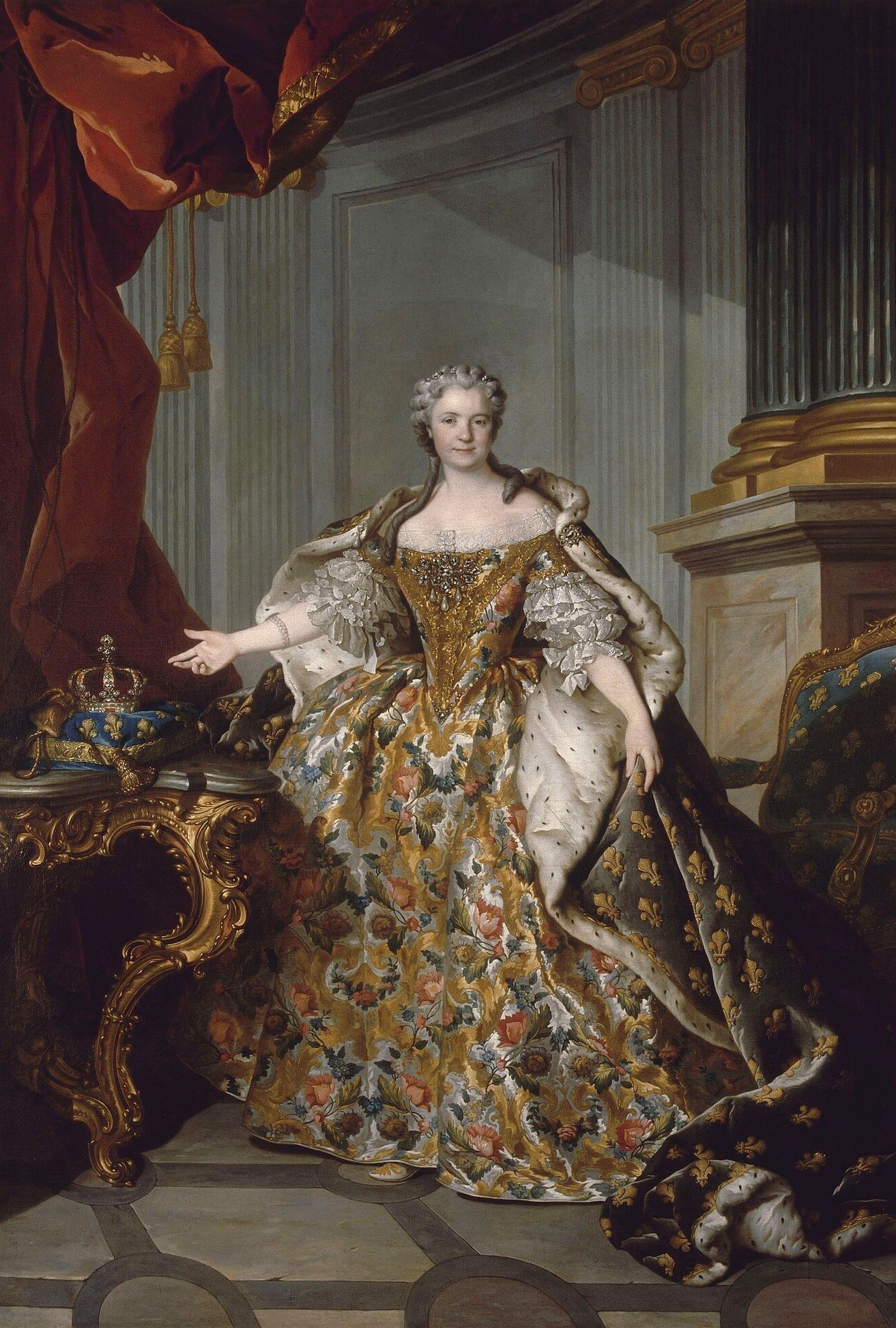
Л. Токке. Портрет Марии Лещинской, королевы Франции. 1740. Холст, масло. Лувр, Париж
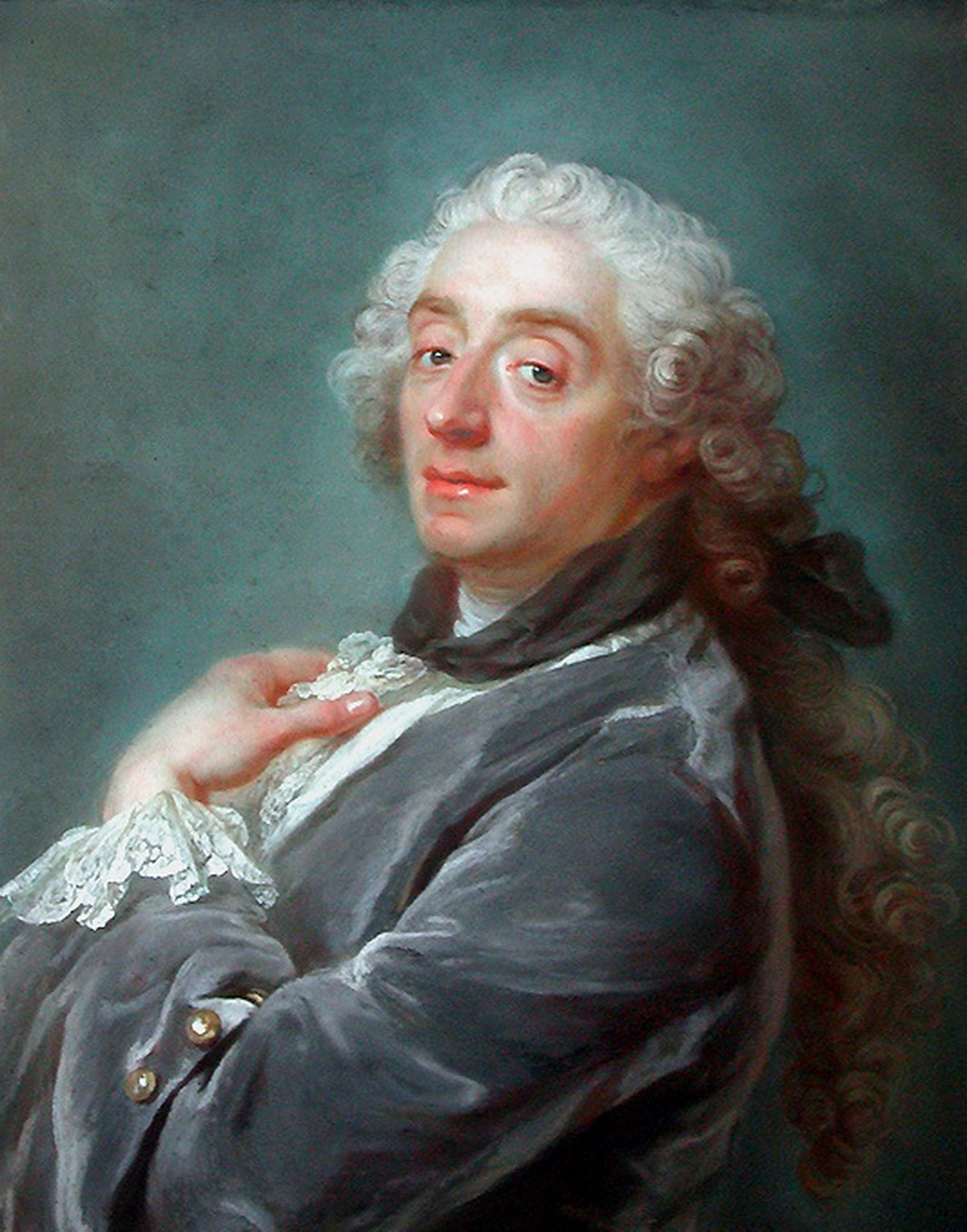
Лундберг Г. Портрет художника Франсуа Буше. 1741. Синяя бумага, пастель. Лувр, Париж
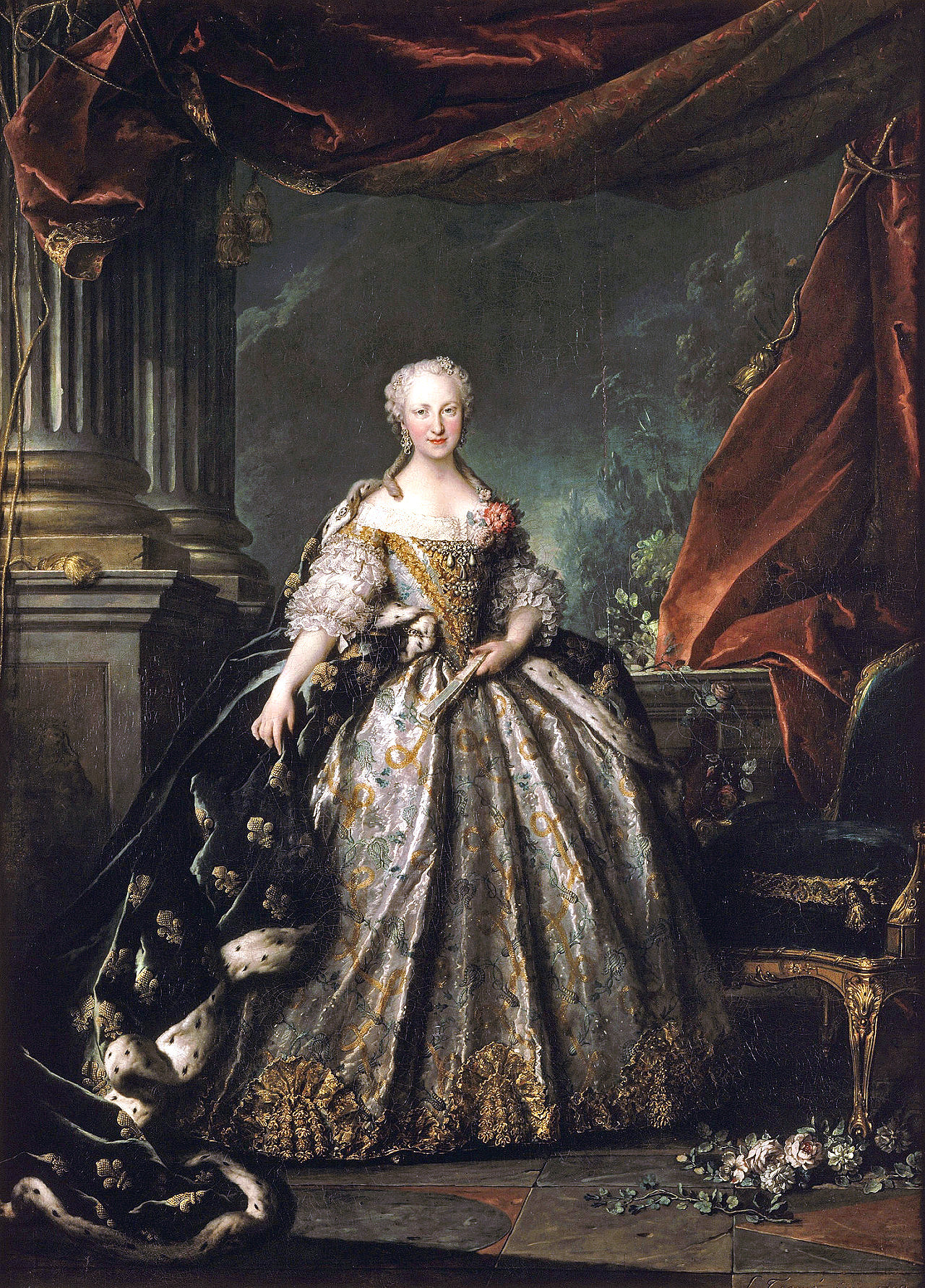
Л. Токке. Портрет Марии Терезы Испанской как дофины Франции. 1748. Холст, масло. Версаль
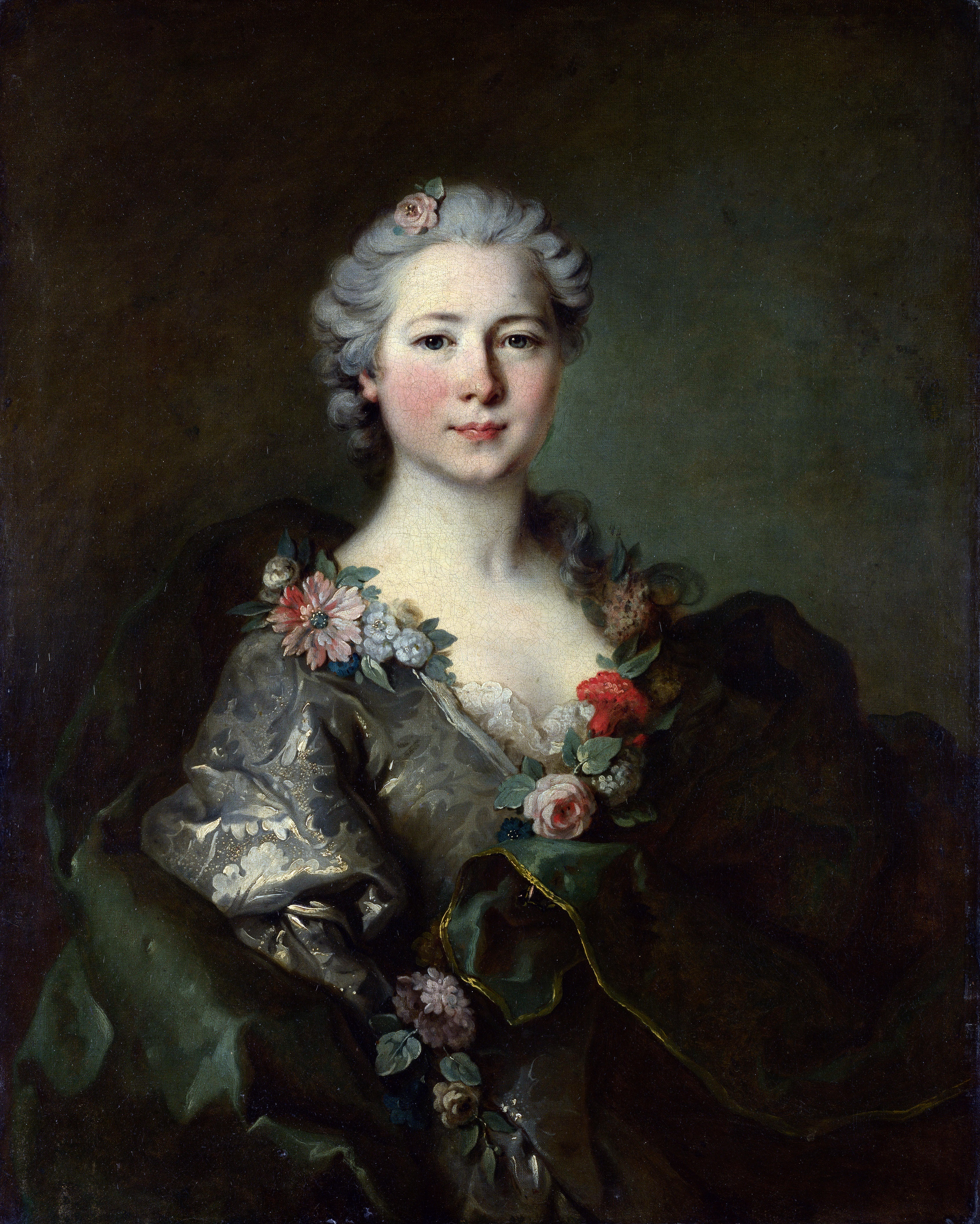
Л. Токке. Портрет мадемуазель де Куаслен. Между 1750 и 1759. Холст, масло. Национальная галерея, Лондон
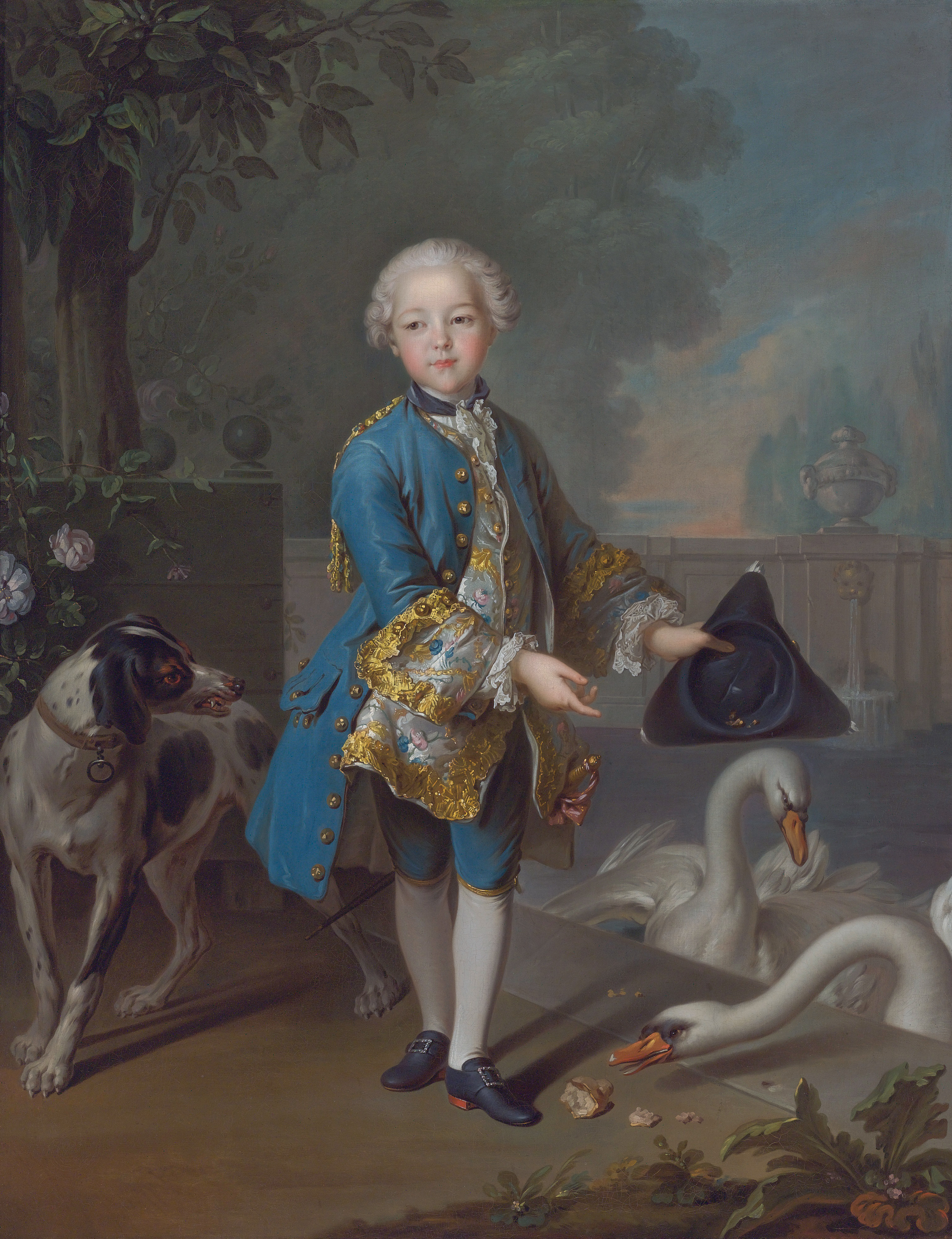
Л. Токке. Портрет Луи-Филиппа Жозефа, герцога Орлеанского и Шартрского. Ок. 1755. Холст, масло. Частное собрание
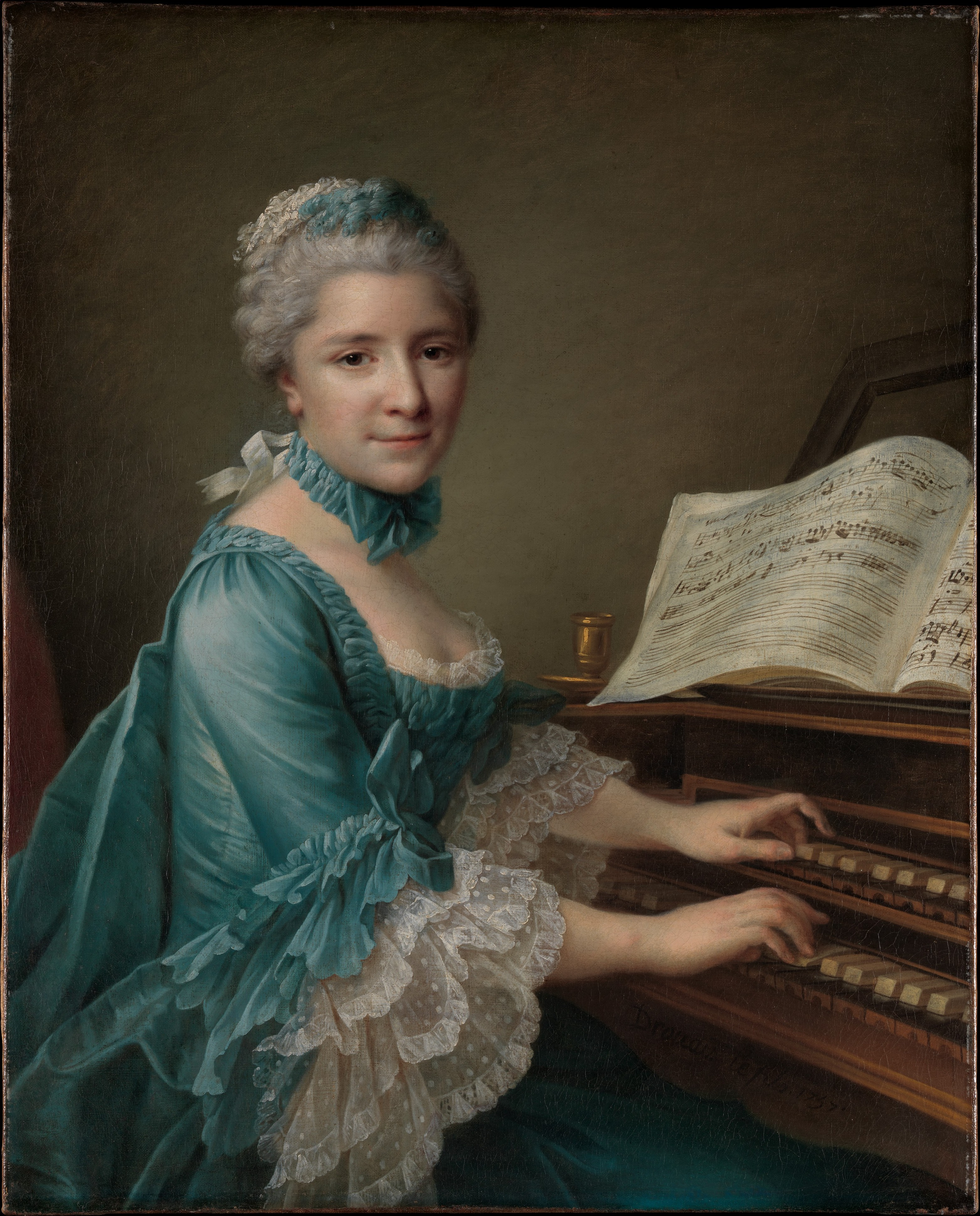
Ф.-Ю. Друэ. Портрет актрисы Жюстин Фавар. 1757. Холст, масло. Метрополитен-музей, Нью-Йорк

Мода эпохи рококо отличалась стремлением к рафинированности, утончённости и намеренному искажению «естественных» линий человеческого тела.
Моду рококо принято считать женственной модой, так как в эту эпоху произошло максимальное приближение мужской моды к типично-женским образцам.
Идеал мужчины — утончённый придворный, франт. Идеал женщины — хрупкая стройная жеманница. В моде — осиная талия, узкие бёдра, хрупкие плечи, круглое лицо. Этот силуэт оставался неизменным на протяжении всей эпохи рококо. Женщины носят пышные юбки — панье, создающие эффект «перевёрнутой рюмочки».
Женская причёска претерпела значительные изменения. Так, в 1720—1760-х годах (после того, как фонтанж окончательно вышел из моды) в моде была гладкая, маленькая причёска с рядами ниспадающих локонов. Потом причёска начала «расти», чтобы в 1770-е годы превратиться в знаменитые «фрегаты» и «сады», которые так любила Мария-Антуанетта. Мужчины сперва отпускали с боков букли, а сзади носили длинную косу. В моде были белые напудренные парики, с закрученными с боков буклями, косичкой и бантом сзади.
Основным типом мужской одежды оставался жюстокор, со времен моды барокко, но позже его стали называть аби. Под него надевали камзол. Носили белоснежные рубашки, кружевные жабо и шейные платки. Жюстокор имел в начале века более прямую форму, затем претерпел эволюцию: его полы стали шире, как бы торчали в разные стороны. На рукавах были широкие обшлага. На карманах — огромные клапаны. Женское платье также претерпело подобную эволюцию: сперва оно было уже, затем начало расширяться и расширилось до предела. В качестве головного убора популярной оставалась треуголка.
Эпоха рококо принесла моду на пастельные, приглушённые (по сравнению с эпохой барокко) тона: нежно-голубой, бледно-жёлтый, розовый, серо-голубой. Если в эпоху барокко все женщины выглядят значительными и зрелыми (им как будто всем за тридцать), то рококо — это время юных нимф и пастушек, которым никогда не будет больше двадцати. Румяна и пудра помогают всем дамам выглядеть молодыми, хотя эти лица и превращаются в безжизненные маски. Модные запахи, духи, — фиалковый корень, нероли, пачули, розовая вода.